# Kanada a 2016. évi nyári olimpiai játékokon
Kanada a brazíliai Rio de Janeiróban megrendezett 2016. évi nyári olimpiai játékok egyik részt vevő nemzete volt. Az országot az olimpián 29 sportágban 310 sportoló képviselte, akik összesen 22 érmet szereztek.

## Érmesek
| Érem  | Versenyző | Sportág      | Versenyszám                  |
| ----- | --- | ------------ | ---------------------------- |
| Arany | Derek Drouin | Atlétika     | Férfi magasugrás             |
| Arany | Erica Wiebe | Birkózás     | Női szabadfogás, 75 kg       |
| Arany | Rosannagh MacLennan | Torna        | Női trambulin                |
| Arany | Penny Oleksiak | Úszás        | Női 100 m gyors              |
| Ezüst | Andre De Grasse | Atlétika     | Férfi 200 m                  |
| Ezüst | Lindsay Jennerich Patricia Obee | Evezés       | Női könnyűsúlyú kétpárevezős |
| Ezüst | Penny Oleksiak | Úszás        | Női 100 m pillangó           |
| Bronz | Andre De Grasse | Atlétika     | Férfi 100 m                  |
| Bronz | Mobolade Ajomale Aaron Brown Andre De Grasse Akeem Haynes Brendon Rodney | Atlétika     | Férfi 4 × 100 m váltó        |
| Bronz | Damian Warner | Atlétika     | Férfi tízpróba               |
| Bronz | Brianne Theisen-Eaton | Atlétika     | Női hétpróba                 |
| Bronz | Catharine Pendrel | Kerékpározás | Női terep-kerékpározás       |
| Bronz | Allison Beveridge Laura Brown Jasmin Glaesser Kirsti Lay Georgia Simmerling | Kerékpározás | Női csapat üldözőverseny     |
| Bronz | Nemzeti válogatott Janine Beckie Josée Bélanger Kadeisha Buchanan Allysha Chapman Sabrina D’Angelo Jessie Fleming Stephanie Labbé Ashley Lawrence Diana Matheson Nichelle Prince Rebecca Quinn Deanne Rose Sophie Schmidt Desiree Scott Christine Sinclair Melissa Tancredi Rhian Wilkinson Shelina Zadorsky | Labdarúgás   | Női                          |
| Bronz | Eric Lamaze | Lovaglás     | Díjugratás, egyéni           |
| Bronz | Meaghan Benfeito | Műugrás      | Női egyéni toronyugrás       |
| Bronz | Meaghan Benfeito Roseline Filion | Műugrás      | Női szinkron toronyugrás     |
| Bronz | Nemzeti válogatott Brittany Benn Hannah Darling Bianca Farella Jen Kish Ghislaine Landry Megan Lukan Kayla Moleschi Karen Paquin Kelly Russell Ashley Steacy Natasha Watcham-Roy Charity Williams | Rögbi        | Női rögbi                    |
| Bronz | Kylie Masse | Úszás        | Női 100 m hát                |
| Bronz | Hilary Caldwell | Úszás        | Női 200 m hát                |
| Bronz | Sandrine Mainville Penny Oleksiak Taylor Ruck Chantal Van Landeghem Michelle Williams | Úszás        | Női 4 × 100 m gyorsváltó     |
| Bronz | Kennedy Goss Brittany MacLean Penny Oleksiak Emily Overholt Taylor Ruck Katerine Savard | Úszás        | Női 4 × 200 m gyorsváltó     |

## Asztalitenisz
Férfi
| Versenyző   | Versenyszám | Selejtező         | 64-es főtábla                                            | 48-as főtábla                           | 32-es főtábla                                 | Nyolcaddöntő      | Negyeddöntő       | Elődöntő          | Döntő             | Helyezés |
| Versenyző   | Versenyszám | Ellenfél Eredmény | Ellenfél Eredmény                                        | Ellenfél Eredmény                       | Ellenfél Eredmény                             | Ellenfél Eredmény | Ellenfél Eredmény | Ellenfél Eredmény | Ellenfél Eredmény | Helyezés |
| ----------- | ----------- | ----------------- | -------------------------------------------------------- | --------------------------------------- | --------------------------------------------- | ----------------- | ----------------- | ----------------- | ----------------- | -------- |
| Eugene Wang | Egyes       | erőnyerő          | Jorge Campos (CUB) · 6–11, 13–11, 9–11, 11–4, 11–5, 11–6 | Ahmet Li (TUR) · 11–7, 11–9, 11–7, 11–4 | Chun Ting Wong (HKG) · 9–11, 8–11, 5–11, 9–11 | kiesett           | kiesett           | kiesett           | kiesett           | 17.      |

Női
| Versenyző | Versenyszám | Selejtező         | 64-es főtábla                                                    | 48-as főtábla                                       | 32-es főtábla     | Nyolcaddöntő      | Negyeddöntő       | Elődöntő          | Döntő             | Helyezés |
| Versenyző | Versenyszám | Ellenfél Eredmény | Ellenfél Eredmény                                                | Ellenfél Eredmény                                   | Ellenfél Eredmény | Ellenfél Eredmény | Ellenfél Eredmény | Ellenfél Eredmény | Ellenfél Eredmény | Helyezés |
| --------- | ----------- | ----------------- | ---------------------------------------------------------------- | --------------------------------------------------- | ----------------- | ----------------- | ----------------- | ----------------- | ----------------- | -------- |
| Mo Zhang  | Egyes       | erőnyerő          | Hana Matelová (CZE) · 14–12, 14–16, 11–8, 6–11, 11–6, 9–11, 11–3 | Póta Georgina (HUN) · 7–11, 12–10, 5–11, 8–11, 5–11 | kiesett           | kiesett           | kiesett           | kiesett           | kiesett           | 33.      |

## Atlétika
Férfi
| Versenyző                                                                | Versenyszám     | Selejtező | Selejtező | Selejtező | Előfutam | Előfutam | Előfutam | Elődöntő | Elődöntő | Elődöntő | Döntő         | Döntő         |
| Versenyző                                                                | Versenyszám     | Idő       | Hely.     | Össz.     | Idő      | Hely.    | Össz.    | Idő      | Hely.    | Össz.    | Idő           | Helyezés      |
| ------------------------------------------------------------------------ | --------------- | --------- | --------- | --------- | -------- | -------- | -------- | -------- | -------- | -------- | ------------- | ------------- |
| Akeem Haynes                                                             | 100 m           | kiemelt   | kiemelt   | kiemelt   | 10,22    | 6.       | 26.**    | kiesett  | kiesett  | kiesett  | kiesett       | kiesett       |
| Aaron Brown                                                              | 100 m           | kiemelt   | kiemelt   | kiemelt   | 10,24    | 3.       | 31.      | kiesett  | kiesett  | kiesett  | kiesett       | kiesett       |
| Aaron Brown                                                              | 200 m           |           |           |           | 20,23    | 3.       | 11.      | 20,37    | 7.       | 16.*     | kiesett       | kiesett       |
| Brendon Rodney                                                           | 200 m           |           |           |           | 20,34    | 3.       | 21.*     | kiesett  | kiesett  | kiesett  | kiesett       | kiesett       |
| Andre De Grasse                                                          | 200 m           |           |           |           | 20,09    | 1.       | 1.       | 19,80    | 2.       | 2.       | 20,02         |               |
| Andre De Grasse                                                          | 100 m           | kiemelt   | kiemelt   | kiemelt   | 10,04    | 1.       | 3.       | 9,92     | 2.       | 2.       | 9,91          |               |
| Brandon McBride                                                          | 800 m           |           |           |           | 1:45,99  | 1.       | 7.*      | 1:45,41  | 6.       | 14.      | kiesett       | kiesett       |
| Anthony Romaniw                                                          | 800 m           |           |           |           | 1:47,59  | 6.       | 27.      | kiesett  | kiesett  | kiesett  | kiesett       | kiesett       |
| Nate Brannen                                                             | 1500 m          |           |           |           | 3:47,07  | 4.       | 28.      | 3:40,20  | 7.       | 11.      | 3:51,45       | 10.           |
| Charles Philibert-Thiboutot                                              | 1500 m          |           |           |           | 3:40,04  | 8.       | 18.      | 3:40,79  | 8.       | 16.      | kiesett       | kiesett       |
| Lucas Bruchet                                                            | 5000 m          |           |           |           | 14:02,02 | 19.      | 37.      |          |          |          | kiesett       | kiesett       |
| Mohammed Ahmed                                                           | 5000 m          |           |           |           | 13:21,00 | 6.       | 6.       |          |          |          | 13:05,94      | 4.            |
| Mohammed Ahmed                                                           | 10 000 m        |           |           |           |          |          |          |          |          |          | 29:32,84      | 32.           |
| Johnathan Cabral                                                         | 110 m gát       |           |           |           | 13,63    | 4.       | 19.**    | 13,41    | 4.       | 8.       | 13,40         | 6.            |
| Sekou Kaba                                                               | 110 m gát       |           |           |           | 13,70    | 8.       | 28.*     | kiesett  | kiesett  | kiesett  | kiesett       | kiesett       |
| Matthew Hughes                                                           | 3000 m akadály  |           |           |           | 8:26,27  | 4.       | 11.      |          |          |          | 8:36,83       | 10.           |
| Taylor Milne                                                             | 3000 m akadály  |           |           |           | 8:34,38  | 9.       | 26.      |          |          |          | kiesett       | kiesett       |
| Chris Winter                                                             | 3000 m akadály  |           |           |           | 8:33,95  | 10.      | 25.      |          |          |          | kiesett       | kiesett       |
| Reid Coolsaet                                                            | Maraton         |           |           |           |          |          |          |          |          |          | 2:14:58       | 23.           |
| Eric Gillis                                                              | Maraton         |           |           |           |          |          |          |          |          |          | 2:12:29       | 10.           |
| Iñaki Gómez                                                              | 20 km gyaloglás |           |           |           |          |          |          |          |          |          | 1:21:12       | 12.           |
| Benjamin Thorne                                                          | 20 km gyaloglás |           |           |           |          |          |          |          |          |          | 1:22:28       | 27.           |
| Evan Dunfee                                                              | 20 km gyaloglás |           |           |           |          |          |          |          |          |          | 1:20:49       | 10.           |
| Evan Dunfee                                                              | 50 km gyaloglás |           |           |           |          |          |          |          |          |          | 3:41:38       | 4.            |
| Mathieu Bilodeau                                                         | 50 km gyaloglás |           |           |           |          |          |          |          |          |          | nem ért célba | nem ért célba |
| Akeem Haynes Aaron Brown Brendon Rodney Andre De Grasse Mobolade Ajomale | 4 × 100 m váltó |           |           |           | 37,89    | 3.       | 4.       |          |          |          | 37,64         |               |

| Versenyző       | Versenyszám | Selejtező | Selejtező | Döntő    | Döntő    |
| Versenyző       | Versenyszám | Eredmény  | Helyezés  | Eredmény | Helyezés |
| --------------- | ----------- | --------- | --------- | -------- | -------- |
| Derek Drouin    | Magasugrás  | 229 cm    | 1.***     | 238 cm   |          |
| Mike Mason      | Magasugrás  | 226 cm    | 18.*      | kiesett  | kiesett  |
| Shawnacy Barber | Rúdugrás    | 570 cm    | 7.**      | 550 cm   | 10.      |
| Tim Nedow       | Súlylökés   | 20,00 m   | 16.       | kiesett  | kiesett  |

| Versenyző     | Versenyszám | 100 m | 100 m | Távolugrás | Távolugrás | Súlylökés | Súlylökés | Magasugrás | Magasugrás | 400 m | 400 m | 110 m gát | 110 m gát | Diszkoszvetés | Diszkoszvetés | Rúdugrás | Rúdugrás | Gerelyhajítás | Gerelyhajítás | 1500 m  | 1500 m | Végeredmény | Végeredmény |
| Versenyző     | Versenyszám | Idő   | Pont  | Eredmény   | Pont       | Eredmény  | Pont      | Eredmény   | Pont       | Idő   | Pont  | Idő       | Pont      | Eredmény      | Pont          | Eredmény | Pont     | Eredmény      | Pont          | Idő     | Pont   | Pont        | Helyezés    |
| ------------- | ----------- | ----- | ----- | ---------- | ---------- | --------- | --------- | ---------- | ---------- | ----- | ----- | --------- | --------- | ------------- | ------------- | -------- | -------- | ------------- | ------------- | ------- | ------ | ----------- | ----------- |
| Damian Warner | Tízpróba    | 10,30 | 1023  | 767 cm     | 977        | 13,66 m   | 708       | 204 cm     | 840        | 47,35 | 941   | 13,58     | 1029      | 44,93 m       | 765           | 470 cm   | 819      | 63,19 m       | 786           | 4:24,90 | 778    | 8666        |             |

Női
| Versenyző                                                      | Versenyszám     | Selejtező | Selejtező | Selejtező | Előfutam | Előfutam | Előfutam | Elődöntő | Elődöntő | Elődöntő | Döntő    | Döntő    |
| Versenyző                                                      | Versenyszám     | Idő       | Hely.     | Össz.     | Idő      | Hely.    | Össz.    | Idő      | Hely.    | Össz.    | Idő      | Helyezés |
| -------------------------------------------------------------- | --------------- | --------- | --------- | --------- | -------- | -------- | -------- | -------- | -------- | -------- | -------- | -------- |
| Khamica Bingham                                                | 100 m           | kiemelt   | kiemelt   | kiemelt   | 11,41    | 3.       | 25.*     | kiesett  | kiesett  | kiesett  | kiesett  | kiesett  |
| Crystal Emmanuel                                               | 100 m           | kiemelt   | kiemelt   | kiemelt   | 11,43    | 4.       | 28.***   | kiesett  | kiesett  | kiesett  | kiesett  | kiesett  |
| Crystal Emmanuel                                               | 200 m           |           |           |           | 22,80    | 3.       | 19.*     | 23,05    | 8.       | 23.      | kiesett  | kiesett  |
| Alicia Brown                                                   | 400 m           |           |           |           | 52,27    | 5.       | 28.      | kiesett  | kiesett  | kiesett  | kiesett  | kiesett  |
| Kendra Clarke                                                  | 400 m           |           |           |           | 53,61    | 6.       | 45.      | kiesett  | kiesett  | kiesett  | kiesett  | kiesett  |
| Carline Muir                                                   | 400 m           |           |           |           | 51,57    | 2.       | 16.      | 51,11    | 5.       | 12.      | kiesett  | kiesett  |
| Melissa Bishop                                                 | 800 m           |           |           |           | 1:58,38  | 1.       | 1.       | 1:59,05  | 2.       | 6.       | 1:57,02  | 4.       |
| Nicole Sifuentes                                               | 1500 m          |           |           |           | 4:07,43  | 7.       | 12.      | 4:08,53  | 7.       | 18.      | kiesett  | kiesett  |
| Gabriela Stafford                                              | 1500 m          |           |           |           | 4:09,45  | 9.       | 19.      | kiesett  | kiesett  | kiesett  | kiesett  | kiesett  |
| Hilary Stellingwerff                                           | 1500 m          |           |           |           | 4:12,00  | 7.       | 31.      | kiesett  | kiesett  | kiesett  | kiesett  | kiesett  |
| Jessica O'Connell                                              | 5000 m          |           |           |           | 15:51,18 | 13.      | 26.      |          |          |          | kiesett  | kiesett  |
| Andrea Seccafien                                               | 5000 m          |           |           |           | 15:30,32 | 11.      | 20.      |          |          |          | kiesett  | kiesett  |
| Natasha Wodak                                                  | 10 000 m        |           |           |           |          |          |          |          |          |          | 31:53,14 | 22.      |
| Lanni Marchant                                                 | 10 000 m        |           |           |           |          |          |          |          |          |          | 32:04,21 | 25.      |
| Lanni Marchant                                                 | Maraton         |           |           |           |          |          |          |          |          |          | 2:33:08  | 24.      |
| Krista DuChene                                                 | Maraton         |           |           |           |          |          |          |          |          |          | 2:35:29  | 35.      |
| Phylicia George                                                | 100 m gát       |           |           |           | 12,83    | 2.       | 8.       | 12,77    | 2.       | 7.       | 12,89    | 8.       |
| Nikkita Holder                                                 | 100 m gát       |           |           |           | 12,92    | 4.       | 20.      | kizárták | kizárták | kizárták | kiesett  | kiesett  |
| Angela Whyte                                                   | 100 m gát       |           |           |           | 13,09    | 6.       | 30.**    | kiesett  | kiesett  | kiesett  | kiesett  | kiesett  |
| Chanice Chase-Taylor                                           | 400 m gát       |           |           |           | 1:02,83  | 8.       | 47.      | kiesett  | kiesett  | kiesett  | kiesett  | kiesett  |
| Noelle Montcalm                                                | 400 m gát       |           |           |           | 56,07    | 2.       | 14.*     | 56,28    | 6.       | 18.      | kiesett  | kiesett  |
| Sage Watson                                                    | 400 m gát       |           |           |           | 55,93    | 2.       | 12.      | 55,44    | 4.       | 11.      | kiesett  | kiesett  |
| Maria Bernard                                                  | 3000 m akadály  |           |           |           | 9:50,17  | 13.      | 42.      |          |          |          | kiesett  | kiesett  |
| Geneviève Lalonde                                              | 3000 m akadály  |           |           |           | 9:30,24  | 4.       | 14.      |          |          |          | 9:41,88  | 16.      |
| Erin Teschuk                                                   | 3000 m akadály  |           |           |           | 9:53,70  | 16.      | 46.      |          |          |          | kiesett  | kiesett  |
| Farah Jacques Crystal Emmanuel Phylicia George Khamica Bingham | 4 × 100 m váltó |           |           |           | 42,70    | 4.       | 8.       |          |          |          | 43,15    | 7.       |
| Carline Muir Alicia Brown Noelle Montcalm Sage Watson          | 4 × 400 m váltó |           |           |           | 3:24,94  | 3.       | 5.       |          |          |          | 3:26,43  | 4.       |

| Versenyző           | Versenyszám   | Selejtező | Selejtező | Döntő    | Döntő    |
| Versenyző           | Versenyszám   | Eredmény  | Helyezés  | Eredmény | Helyezés |
| ------------------- | ------------- | --------- | --------- | -------- | -------- |
| Alyxandria Treasure | Magasugrás    | 194 cm    | 14.       | 188 cm   | 17.      |
| Kelsie Ahbe         | Rúdugrás      | 455 cm    | 8.****    | 450 cm   | 12.      |
| Anicka Newell       | Rúdugrás      | 415 cm    | 29.****   | kiesett  | kiesett  |
| Alysha Newman       | Rúdugrás      | 445 cm    | 17.*      | kiesett  | kiesett  |
| Christabel Nettey   | Távolugrás    | 637 cm    | 20.       | kiesett  | kiesett  |
| Brittany Crew       | Súlylökés     | 17,45 m   | 18.       | kiesett  | kiesett  |
| Taryn Suttie        | Súlylökés     | 16,74 m   | 28.       | kiesett  | kiesett  |
| Heather Steacy      | Kalapácsvetés | 66,01 m   | 23.       | kiesett  | kiesett  |
| Elizabeth Gleadle   | Gerelyhajítás | 60,28 m   | 16.       | kiesett  | kiesett  |

| Versenyző             | Versenyszám | 100 m gát | 100 m gát | Magasugrás | Magasugrás | Súlylökés | Súlylökés | 200 m | 200 m | Távolugrás | Távolugrás | Gerelyhajítás | Gerelyhajítás | 800 m   | 800 m | Végeredmény | Végeredmény |
| Versenyző             | Versenyszám | Idő       | Pont      | Eredmény   | Pont       | Eredmény  | Pont      | Idő   | Pont  | Eredmény   | Pont       | Eredmény      | Pont          | Idő     | Pont  | Pont        | Helyezés    |
| --------------------- | ----------- | --------- | --------- | ---------- | ---------- | --------- | --------- | ----- | ----- | ---------- | ---------- | ------------- | ------------- | ------- | ----- | ----------- | ----------- |
| Brianne Theisen-Eaton | Hétpróba    | 13,18     | 1097      | 186 cm     | 1054       | 13,45 m   | 757       | 24,18 | 963   | 648 cm     | 1001       | 47,36 m       | 809           | 2:09,50 | 972   | 6653        |             |

* - egy másik versenyzővel azonos eredményt ért el

** - két másik versenyzővel azonos eredményt ért el

*** - három másik versenyzővel azonos eredményt ért el

**** - négy másik versenyzővel azonos eredményt ért el

## Birkózás

### Férfi
Szabadfogású
| Versenyző       | Versenyszám | Selejtező                    | Nyolcaddöntő      | Negyeddöntő       | Elődöntő          | Vigaszág első kör                 | Vigaszág elődöntő                    | Bronz- mérkőzés   | Döntő             | Helyezés |
| Versenyző       | Versenyszám | Ellenfél Eredmény            | Ellenfél Eredmény | Ellenfél Eredmény | Ellenfél Eredmény | Ellenfél Eredmény                 | Ellenfél Eredmény                    | Ellenfél Eredmény | Ellenfél Eredmény | Helyezés |
| --------------- | ----------- | ---------------------------- | ----------------- | ----------------- | ----------------- | --------------------------------- | ------------------------------------ | ----------------- | ----------------- | -------- |
| Haislan Veranes | 65 kg       | Szoszlan Ramonov (RUS) · 1–7 |                   |                   |                   | Alejandro Valdés (CUB) · 3–3      | Ganzorigiin Mandakhnaran (MGL) · 0–3 | kiesett           |                   | 11.      |
| Korey Jarvis    | 125 kg      | Komeil Gászemi (IRI) · 2–5   |                   |                   |                   | Diaaeldin Kamal Gouda (EGY) · 7–0 | Geno Petriasvili (GEO) · 2–9         | kiesett           |                   | 8.       |

### Női
Szabadfogású
| Versenyző        | Versenyszám | Selejtező                             | Nyolcaddöntő                         | Negyeddöntő                                | Elődöntő                         | Vigaszág első kör | Vigaszág elődöntő      | Bronz- mérkőzés            | Döntő                        | Helyezés |
| Versenyző        | Versenyszám | Ellenfél Eredmény                     | Ellenfél Eredmény                    | Ellenfél Eredmény                          | Ellenfél Eredmény                | Ellenfél Eredmény | Ellenfél Eredmény      | Ellenfél Eredmény          | Ellenfél Eredmény            | Helyezés |
| ---------------- | ----------- | ------------------------------------- | ------------------------------------ | ------------------------------------------ | -------------------------------- | ----------------- | ---------------------- | -------------------------- | ---------------------------- | -------- |
| Jasmine Mian     | 48 kg       | erőnyerő                              | Szun Jen-an (Sun Yanan) (CHN) · 4–14 | kiesett                                    | kiesett                          | kiesett           | kiesett                | kiesett                    | kiesett                      | 12.      |
| Jillian Gallays  | 53 kg       | Csong Mjongszuk (PRK) · 0–11          | kiesett                              | kiesett                                    | kiesett                          | kiesett           | kiesett                | kiesett                    | kiesett                      | 19.      |
| Michelle Fazzari | 58 kg       | erőnyerő                              | Elif Jale Yeşilırmak (TUR) · 1–3     | kiesett                                    | kiesett                          | kiesett           | kiesett                | kiesett                    | kiesett                      | 17.      |
| Danielle Lappage | 63 kg       | Julija Osztapcsuk (UKR) · 0–2 feladta | kiesett                              | kiesett                                    | kiesett                          | kiesett           | kiesett                | kiesett                    | kiesett                      | 16.      |
| Dorothy Yeats    | 69 kg       | erőnyerő                              | Hannah Rueben (NGR) · 11–1           | Dosó Szara (JPN) · 2–7                     |                                  |                   | Buse Tosun (TUR) · 3–2 | Jenny Fransson (SWE) · 1–2 |                              | 5.       |
| Erica Wiebe      | 75 kg       | erőnyerő                              | Maria Selmaier (GER) · 5–0           | Csang Feng-liu (Zhang Fengliu) (CHN) · 5–2 | Vaszilisza Marzaljuk (BLR) · 3–0 |                   |                        |                            | Gjuzel Manyurova (KAZ) · 6–0 |          |

## Cselgáncs
Férfi
| Versenyző              | Versenyszám  | Selejtező                            | 32-es főtábla                             | Nyolcaddöntő                           | Negyeddöntő                              | Elődöntő          | Vigaszág elődöntő                             | Bronz- mérkőzés                       | Döntő             | Helyezés |
| Versenyző              | Versenyszám  | Ellenfél Eredmény                    | Ellenfél Eredmény                         | Ellenfél Eredmény                      | Ellenfél Eredmény                        | Ellenfél Eredmény | Ellenfél Eredmény                             | Ellenfél Eredmény                     | Ellenfél Eredmény | Helyezés |
| ---------------------- | ------------ | ------------------------------------ | ----------------------------------------- | -------------------------------------- | ---------------------------------------- | ----------------- | --------------------------------------------- | ------------------------------------- | ----------------- | -------- |
| Sergio Pessoa          | Légsúly      | erőnyerő                             | Amiran Papinashvili (GEO) · 000(2)–011(0) | kiesett                                | kiesett                                  | kiesett           |                                               |                                       |                   | 17.      |
| Antoine Bouchard       | Harmatsúly   | Raymond Ovinou (PNG) · 100(0)-000(0) | Mihail Puljaev (RUS) · 001(1)-000(1)      | Imad Bassou (MAR) · 001(2)-000(3)      | Adrian Gomboc (SLO) · 000(1)–100(2)      |                   | Davádordzsín Tömörhüleg (MGL) · 010(3)-000(1) | Ebinuma Maszasi (JPN) · 000(0)–101(1) |                   | 5.       |
| Antoine Valois-Fortier | Váltósúly    | erőnyerő                             | Loïc Pietri (FRA) · 001(0)-000(1)         | Emmanuel Lucenti (ARG) · 010(0)-010(3) | Haszan Halmurzajev (RUS) · 000(1)–010(1) |                   | Nagasze Takanori (JPN) · 000(1)–100(0)        | kiesett                               |                   | 7.       |
| Kyle Reyes             | Félnehézsúly | erőnyerő                             | Henk Grol (NED) · 000(1)–101(0)           | kiesett                                | kiesett                                  | kiesett           |                                               |                                       |                   | 17.      |

Női
| Versenyző                   | Versenyszám | Selejtező         | Nyolcaddöntő                             | Negyeddöntő                            | Elődöntő          | Vigaszág elődöntő                     | Bronz- mérkőzés   | Döntő             | Helyezés |
| Versenyző                   | Versenyszám | Ellenfél Eredmény | Ellenfél Eredmény                        | Ellenfél Eredmény                      | Ellenfél Eredmény | Ellenfél Eredmény                     | Ellenfél Eredmény | Ellenfél Eredmény | Helyezés |
| --------------------------- | ----------- | ----------------- | ---------------------------------------- | -------------------------------------- | ----------------- | ------------------------------------- | ----------------- | ----------------- | -------- |
| Ecaterina Guica             | Harmatsúly  | erőnyerő          | Natalja Kuzjutyina (RUS) · 000(1)–002(0) | kiesett                                | kiesett           |                                       |                   |                   | 9.       |
| Catherine Beauchemin-Pinard | Könnyűsúly  | erőnyerő          | Karakas Hedvig (HUN) · 000(1)–000(0)     | kiesett                                | kiesett           |                                       |                   |                   | 9.       |
| Kelita Zupancic             | Középsúly   | erőnyerő          | Esther Stam (GEO) · 000(0)-000(1)        | Tacsimoto Haruka (JPN) · 000(0)–010(0) |                   | Bernadette Graf (AUT) · 001(0)–010(0) | kiesett           |                   | 7.       |

## Evezés
Férfi
| Versenyző                                                | Versenyszám                          | Előfutam | Előfutam | Vigaszág | Vigaszág | Elődöntő | Elődöntő | Elődöntő | Döntő   | Döntő   | Döntő   | Helyezés |
| Versenyző                                                | Versenyszám                          | Idő      | Hely.    | Idő      | Hely.    | Típus    | Idő      | Hely.    | Típus   | Idő     | Hely.   | Helyezés |
| -------------------------------------------------------- | ------------------------------------ | -------- | -------- | -------- | -------- | -------- | -------- | -------- | ------- | ------- | ------- | -------- |
| Julien Bahain Robert Gibson Will Dean Pascal Lussier     | Négypárevezős                        | 6:34,55  | 5.       | 5:56,28  | 5.       |          |          |          | B       | 6:13,55 | 2.      | 8.       |
| Will Crothers Tim Schrijver Conlin McCabe Kai Langerfeld | Kormányos nélküli négyes             | 5:58,26  | 2.       | erőnyerő | erőnyerő | A/B      | 6:20,66  | 2.       | A       | 6:15,93 | 6.      | 6.       |
| Maxwell Lattimer Brendan Hodge Nicolas Pratt Eric Woelfl | Könnyűsúlyú kormányos nélküli négyes | 6:19,44  | 4.       | 6:05,35  | 4.       | kiesett  | kiesett  | kiesett  | kiesett | kiesett | kiesett | 13.      |

Női
| Versenyző | Versenyszám              | Előfutam | Előfutam | Vigaszág | Vigaszág | Negyeddöntő | Negyeddöntő | Elődöntő      | Elődöntő      | Elődöntő      | Döntő | Döntő   | Döntő | Helyezés |
| Versenyző | Versenyszám              | Idő      | Hely.    | Idő      | Hely.    | Idő         | Hely.       | Típus         | Idő           | Hely.         | Típus | Idő     | Hely. | Helyezés |
| --- | ------------------------ | -------- | -------- | -------- | -------- | ----------- | ----------- | ------------- | ------------- | ------------- | ----- | ------- | ----- | -------- |
| Carling Zeeman | Egypárevezős             | 8:41,12  | 1.       | erőnyerő | erőnyerő | 7:34,52     | 3.          | A/B           | 7:54,07       | 4.            | B     | 7:28,62 | 4.    | 10.      |
| Lindsay Jennerich Patricia Obee | Könnyűsúlyú kétpárevezős | 7:03,51  | 1.       | erőnyerő | erőnyerő |             |             | A/B           | 7:16,35       | 2.            | A     | 7:05,88 | 2.    |          |
| Jennifer Martins Nicole Hare | Kormányos nélküli kettes | 7:22,99  | 4.       | 8:01,09  | 4.       |             |             | nem jutott be | nem jutott be | nem jutott be | C     | 8:26,03 | 2.    | 14.      |
| Cristy Nurse Lisa Roman Antje Von Seydlitz-Kurzbach Christine Roper Lauren Wilkinson Susanne Grainger Natalie Mastracci Caileigh Filmer Lesley Thompson-Willie (kormányos) | Nyolcas                  | 6:12,44  | 3.       | 6:28,07  | 1.       |             |             |               |               |               | A     | 6:06,04 | 5.    | 5.       |

## Golf
| Versenyző        | Versenyszám  | 1. forduló | 1. forduló | 2. forduló | 2. forduló | 3. forduló | 3. forduló | 4. forduló | 4. forduló | Összesen | Összesen | Összesen |
| Versenyző        | Versenyszám  | Pont       | Par        | Pont       | Par        | Pont       | Par        | Pont       | Par        | Pontszám | Par      | Helyezés |
| ---------------- | ------------ | ---------- | ---------- | ---------- | ---------- | ---------- | ---------- | ---------- | ---------- | -------- | -------- | -------- |
| Graham DeLaet    | Férfi egyéni | 66         | −5         | 71         | 0          | 74         | +3         | 69         | −2         | 280      | −4       | 20.      |
| David Hearn      | Férfi egyéni | 73         | +2         | 70         | −1         | 74         | +3         | 66         | −5         | 283      | −1       | 30.      |
| Brooke Henderson | Női egyéni   | 70         | −1         | 64         | −7         | 75         | +4         | 67         | −4         | 276      | −8       | 7.       |
| Alena Sharp      | Női egyéni   | 72         | +1         | 69         | −2         | 75         | +4         | 69         | −2         | 285      | +1       | 30.      |

## Gyeplabda

### Férfi
| Kanadai férfi gyeplabdacsapat-játékoskeret                                                                                          | Kanadai férfi gyeplabdacsapat-játékoskeret |
| --- | --- |
| - Brenden Bissett - David Carter - Taylor Curran - Adam Froese - Jagdish Gill - Matthew Guest - Gabriel Ho-Garcia - Gordon Johnston | - Benjamin Martin - Devohn Noronha Teixeira - Sukhi Panesar - Mark Pearson - Keegan Pereira - Matthew Sarmento - Iain Smythe - Scott Tupper (C) |

#### Eredmények
Csoportkör
B csoport
| Csapat            | M | Gy | D | V | G+ | G– | Gk  | P  |
| ----------------- | - | -- | - | - | -- | -- | --- | -- |
| Németország (GER) | 5 | 4  | 1 | 0 | 17 | 10 | +7  | 13 |
| Hollandia (NED)   | 5 | 3  | 1 | 1 | 18 | 6  | +12 | 10 |
| Argentína (ARG)   | 5 | 2  | 2 | 1 | 14 | 12 | +2  | 8  |
| India (IND)       | 5 | 2  | 1 | 2 | 9  | 9  | 0   | 7  |
| Írország (IRL)    | 5 | 1  | 0 | 4 | 10 | 16 | –6  | 3  |
| Kanada (CAN)      | 5 | 0  | 1 | 4 | 7  | 22 | –15 | 1  |

| 2016. augusztus 6. 18:00 (23:00) | Kanada (CAN)              | 2–6         | Németország (GER)                                       | Játékvezetők: Marcelo Servetto (ESP) Simon Taylor (NZL) |
| 2016. augusztus 6. 18:00 (23:00) | Pearson 11' · Pereira 39' | Jegyzőkönyv | Fürste 4', 33' · Wellen 6', 46' · Müller 14' · Butt 26' | Játékvezetők: Marcelo Servetto (ESP) Simon Taylor (NZL) |

| 2016. augusztus 8. 12:30 (17:30) | Kanada (CAN) | 1–3         | Argentína (ARG)                | Játékvezetők: Adam Kearns (AUS) Simon Taylor (NZL) |
| 2016. augusztus 8. 12:30 (17:30) | Tupper 55'   | Jegyzőkönyv | Paredes 13' · Peillat 46', 51' | Játékvezetők: Adam Kearns (AUS) Simon Taylor (NZL) |

| 2016. augusztus 9. 13:30 (18:30) | Hollandia (NED)                                                                    | 7–0         | Kanada (CAN) |  |
| 2016. augusztus 9. 13:30 (18:30) | Van Ass 9' · Van der Weerden 25', 52', 60' · Hertzberger 29', 36' · Kempermann 58' | Jegyzőkönyv |              |  |

| 2016. augusztus 11. 11:00 (16:00) | Írország (IRL)                                | 4–2         | Kanada (CAN)    | Játékvezetők: Marcelo Servetto (ESP) Nathan Stagno (GBR) |
| 2016. augusztus 11. 11:00 (16:00) | O'Donoghue 1', 28' · Caruth 29' · Darling 57' | Jegyzőkönyv | Tupper 37', 50' | Játékvezetők: Marcelo Servetto (ESP) Nathan Stagno (GBR) |

| 2016. augusztus 12. 12:30 (17:30) | India (IND)                  | 2–2         | Kanada (CAN)    | Játékvezetők: Nathan Stagno (GBR) Adam Kearns (AUS) |
| 2016. augusztus 12. 12:30 (17:30) | A. Singh 33' · Ra. Singh 41' | Jegyzőkönyv | Tupper 33', 52' | Játékvezetők: Nathan Stagno (GBR) Adam Kearns (AUS) |

| Csapat       | Helyezés |
| ------------ | -------- |
| Kanada (CAN) | 11.      |

## Íjászat
Férfi
| Versenyző      | Versenyszám | Selejtező | Selejtező | 64-es főtábla                   | 32-es főtábla                 | Nyolcaddöntő      | Negyeddöntő       | Elődöntő          | Döntő             | Helyezés |
| Versenyző      | Versenyszám | Pont      | Kiemelés  | Ellenfél Eredmény               | Ellenfél Eredmény             | Ellenfél Eredmény | Ellenfél Eredmény | Ellenfél Eredmény | Ellenfél Eredmény | Helyezés |
| -------------- | ----------- | --------- | --------- | ------------------------------- | ----------------------------- | ----------------- | ----------------- | ----------------- | ----------------- | -------- |
| Crispin Duenas | Egyéni      | 669       | 18.       | Marco Galiazzo (ITA)(47.) · 6-5 | Zach Garrett (USA)(15.) · 3-7 | kiesett           | kiesett           | kiesett           | kiesett           | 17.      |

Női
| Versenyző               | Versenyszám | Selejtező | Selejtező | 64-es főtábla                             | 32-es főtábla     | Nyolcaddöntő      | Negyeddöntő       | Elődöntő          | Döntő             | Helyezés |
| Versenyző               | Versenyszám | Pont      | Kiemelés  | Ellenfél Eredmény                         | Ellenfél Eredmény | Ellenfél Eredmény | Ellenfél Eredmény | Ellenfél Eredmény | Ellenfél Eredmény | Helyezés |
| ----------------------- | ----------- | --------- | --------- | ----------------------------------------- | ----------------- | ----------------- | ----------------- | ----------------- | ----------------- | -------- |
| Georcy-Stéphanie Picard | Egyéni      | 585       | 61.       | Tan Ja-ting (Tan Ya-Ting) (TPE)(4.) · 1-7 | kiesett           | kiesett           | kiesett           | kiesett           | kiesett           | 33.      |

## Kajak-kenu

### Gyorsasági
Férfi
| Versenyző                    | Versenyszám        | Előfutam | Előfutam | Előfutam | Elődöntő | Elődöntő | Elődöntő | Döntő   | Döntő    | Döntő    | Helyezés |
| Versenyző                    | Versenyszám        | Idő      | Hely.    | Össz.    | Idő      | Hely.    | Össz.    | Típus   | Idő      | Helyezés | Helyezés |
| ---------------------------- | ------------------ | -------- | -------- | -------- | -------- | -------- | -------- | ------- | -------- | -------- | -------- |
| Mark de Jonge                | Kajak egyes 200 m  | 34,898   | 3.       | 7.       | 34,775   | 4.       | 8.       | A       | 36,080   | 7.       | 7.       |
| Adam van Koeverden           | Kajak egyes 1000 m | 3:37,212 | 3.       | 13.      | 3:36,230 | 6.       | 10.      | B       | 3:31,872 | 1.       | 9.       |
| Ryan Cochrane Hugues Fournel | Kajak kettes 200 m | 32,749   | 4.       | 8.       | 33,494   | 3.       | 6.       | A       | 33,767   | 8.       | 8.       |
| Mark Oldershaw               | Kenu egyes 200 m   | 42,972   | 4.       | 22.      | 43,357   | 7.       | 20.      | kiesett | kiesett  | kiesett  | 20.      |
| Mark Oldershaw               | Kenu egyes 1000 m  | 4:13,600 | 2.       | 12.      | 4:03,493 | 4.       | 8.       | B       | 4:06,972 | 4.       | 11.      |

Női
| Versenyző                                                         | Versenyszám        | Előfutam | Előfutam | Előfutam | Elődöntő | Elődöntő | Elődöntő | Döntő   | Döntő    | Döntő    | Helyezés |
| Versenyző                                                         | Versenyszám        | Idő      | Hely.    | Össz.    | Idő      | Hely.    | Össz.    | Típus   | Idő      | Helyezés | Helyezés |
| ----------------------------------------------------------------- | ------------------ | -------- | -------- | -------- | -------- | -------- | -------- | ------- | -------- | -------- | -------- |
| Andréanne Langlois                                                | Kajak egyes 200 m  | 40,956   | 3.       | 8.       | 41,350   | 5.       | 12.      | B       | 42,099   | 6.       | 14.      |
| Émilie Fournel                                                    | Kajak egyes 500 m  | 1:53,670 | 2.       | 7.       | 1:59,638 | 7.       | 17.      | kiesett | kiesett  | kiesett  | 17.      |
| Genevieve Orton Kathleen Fraser                                   | Kajak kettes 500 m | 1:46,148 | 6.       | 9.       | 1:45,351 | 5.       | 10.      | B       | 1:49,389 | 5.       | 13.      |
| Andréanne Langlois Émilie Fournel Genevieve Orton Kathleen Fraser | Kajak négyes 500 m | 1:34,269 | 4.       | 7.       | 1:36,254 | 2.*      | 4.*      | A       | 1:37,733 | 8.       | 8.       |

* - egy másik csapattal azonos időt ért el

### Szlalom
Férfi
| Versenyző       | Versenyszám | Selejtező | Selejtező | Selejtező | Selejtező | Selejtező     | Selejtező     | Elődöntő | Elődöntő | Döntő   | Döntő    |
| Versenyző       | Versenyszám | 1. futam  | 1. futam  | 2. futam  | 2. futam  | Jobb eredmény | Jobb eredmény | Elődöntő | Elődöntő | Döntő   | Döntő    |
| Versenyző       | Versenyszám | Pont      | Hely.     | Pont      | Hely.     | Pont          | Hely.         | Pont     | Hely.    | Pont    | Helyezés |
| --------------- | ----------- | --------- | --------- | --------- | --------- | ------------- | ------------- | -------- | -------- | ------- | -------- |
| Michael Tayler  | Kajak egyes | 105,66    | 19.       | 93,47     | 12.       | 93,47         | 16.           | kiesett  | kiesett  | kiesett | kiesett  |
| Cameron Smedley | Kenu egyes  | 104,93    | 12.       | 104,83    | 13.       | 104,83        | 15.           | kiesett  | kiesett  | kiesett | kiesett  |

## Kerékpározás

### BMX
| Versenyző   | Versenyszám | Selejtező | Selejtező | Negyeddöntő | Negyeddöntő | Elődöntő | Elődöntő | Döntő  | Döntő    | Helyezés |
| Versenyző   | Versenyszám | Idő       | Helyezés  | Pont        | Helyezés    | Pont     | Helyezés | Idő    | Helyezés | Helyezés |
| ----------- | ----------- | --------- | --------- | ----------- | ----------- | -------- | -------- | ------ | -------- | -------- |
| Tory Nyhaug | Férfi       | 35,422    | 18.       | 4           | 1.          | 12       | 4.       | 35,674 | 5.       | 5.       |

### Hegyi-kerékpározás
| Versenyző         | Versenyszám        | Idő        | Helyezés |
| ----------------- | ------------------ | ---------- | -------- |
| Léandre Bouchard  | Férfi terepverseny | 1:42:43    | 27.      |
| Raphaël Gagné     | Férfi terepverseny | lekörözték | 40.      |
| Emily Batty       | Női terepverseny   | 1:31:43    | 4.       |
| Catharine Pendrel | Női terepverseny   | 1:31:41    |          |

### Országúti kerékpározás
Férfi
| Versenyző        | Versenyszám   | Idő              | Helyezés      |
| ---------------- | ------------- | ---------------- | ------------- |
| Antoine Duchesne | Mezőnyverseny | nem ért célba    | nem ért célba |
| Michael Woods    | Mezőnyverseny | 6:30:05 (+20:00) | 55.           |
| Hugo Houle       | Mezőnyverseny | nem ért célba    | nem ért célba |
| Hugo Houle       | Időfutam      | 1:17:02,04       | 21.           |

Női
| Versenyző        | Versenyszám   | Idő              | Helyezés      |
| ---------------- | ------------- | ---------------- | ------------- |
| Leah Kirchmann   | Mezőnyverseny | 4:01:29 (+10:02) | 38.           |
| Karol-Ann Canuel | Mezőnyverseny | 3:56:34 (+5:07)  | 25.           |
| Karol-Ann Canuel | Időfutam      | 46:30,93         | 13.           |
| Tara Whitten     | Időfutam      | 45:01,16         | 7.            |
| Tara Whitten     | Mezőnyverseny | nem ért célba    | nem ért célba |

### Pálya-kerékpározás
Sprintversenyek
| Versenyző                     | Versenyszám | Selejtező | Selejtező | 1. forduló                    | Vigaszág                                             | Vigaszág | 2. forduló           | Vigaszág               | Vigaszág | 9–12. helyért          | 9–12. helyért | Negyeddöntő                                                       | 5–8. helyért           | 5–8. helyért | Elődöntő             | Döntő                | Helyezés |
| Versenyző                     | Versenyszám | Idő       | Hely.     | Ellenfél Győztes idő          | Ellenfelek Győztes idő                               | Hely.    | Ellenfél Győztes idő | Ellenfelek Győztes idő | Hely.    | Ellenfelek Győztes idő | Hely.         | Ellenfél Győztes idő                                              | Ellenfelek Győztes idő | Hely.        | Ellenfél Győztes idő | Ellenfél Győztes idő | Helyezés |
| ----------------------------- | ----------- | --------- | --------- | ----------------------------- | ---------------------------------------------------- | -------- | -------------------- | ---------------------- | -------- | ---------------------- | ------------- | ----------------------------------------------------------------- | ---------------------- | ------------ | -------------------- | -------------------- | -------- |
| Kate O'Brien                  | Női egyéni  | 11,020    | 12.       | Natasha Hansen (NZL) · 11,400 | Miriam Welte (GER) · Monique Sullivan (CAN) · 11,466 | 2.       | kiesett              | kiesett                | kiesett  | kiesett                | kiesett       | kiesett                                                           | kiesett                | kiesett      | kiesett              | kiesett              | 14.      |
| Monique Sullivan              | Női egyéni  | 11,143    | 17.       | Katy Marchant (GBR) · 11,499  | Miriam Welte (GER) · Kate O'Brien (CAN) · 11,466     | 3.       | kiesett              | kiesett                | kiesett  | kiesett                | kiesett       | kiesett                                                           | kiesett                | kiesett      | kiesett              | kiesett              | 17.      |
| Kate O'Brien Monique Sullivan | Női csapat  | 33,735    | 7.        |                               |                                                      |          |                      |                        |          |                        |               | Oroszország (RUS) · Darja Smeleva · Anasztaszija Vojnova · 32,324 |                        |              |                      | kiesett              | 8.       |

Üldözőversenyek
| Versenyző                                                                   | Versenyszám | Selejtező | Selejtező | Elődöntő                                                                                         | Elődöntő  | Elődöntő | Döntő | Döntő     | Döntő    |
| Versenyző                                                                   | Versenyszám | Idő       | Hely.     | Ellenfél Idő                                                                                     | Saját idő | Hely.    | Ellenfél Idő                                                                                                  | Saját idő | Helyezés |
| --------------------------------------------------------------------------- | ----------- | --------- | --------- | ------------------------------------------------------------------------------------------------ | --------- | -------- | --- | --------- | -------- |
| Allison Beveridge Jasmin Glaesser Kirsti Lay Georgia Simmerling Laura Brown | Női csapat  | 4:19,599  | 4.        | Nagy-Britannia (GBR) · Katie Archibald · Elinor Barker · Joanna Rowsell · Laura Trott · 4:12,152 | 4:15,636  | 3.       | Bronzmérkőzés · Új-Zéland (NZL) · Rushlee Buchanan · Lauren Ellis · Jaime Nielsen · Racquel Sheath · 4:18,467 | 4:14,627  |          |

Keirin
| Versenyző        | Versenyszám | 1. forduló | Vigaszág | 2. forduló | 7–12. helyért | Döntő    | Helyezés |
| Versenyző        | Versenyszám | Helyezés   | Helyezés | Helyezés   | Helyezés      | Helyezés | Helyezés |
| ---------------- | ----------- | ---------- | -------- | ---------- | ------------- | -------- | -------- |
| Hugo Barrette    | Férfi       | 4.         | 2.       | kiesett    | kiesett       | kiesett  | 13.      |
| Kate O'Brien     | Női         | 6.         | 2.       | kiesett    | kiesett       | kiesett  | 13.      |
| Monique Sullivan | Női         | 6.         | 5.       | kiesett    | kiesett       | kiesett  | 25.      |

Omnium
| Versenyző         | Versenyszám | 10 km-es scratch | 10 km-es scratch | 3 km-es egyéni üldözőverseny | 3 km-es egyéni üldözőverseny | 3 km-es egyéni üldözőverseny | Kieséses verseny | Kieséses verseny | 500 m-es időfutam | 500 m-es időfutam | 500 m-es időfutam | 250 méter repülő rajt | 250 méter repülő rajt | 250 méter repülő rajt | 20 km-es pontverseny | 20 km-es pontverseny | Összesítés | Összesítés |
| Versenyző         | Versenyszám | Pont             | Hely.            | Idő                          | Pont                         | Hely.                        | Pont             | Hely.            | Idő               | Pont              | Hely.             | Idő                   | Pont                  | Hely.                 | Pont                 | Hely.                | Pont       | Helyezés   |
| ----------------- | ----------- | ---------------- | ---------------- | ---------------------------- | ---------------------------- | ---------------------------- | ---------------- | ---------------- | ----------------- | ----------------- | ----------------- | --------------------- | --------------------- | --------------------- | -------------------- | -------------------- | ---------- | ---------- |
| Allison Beveridge | Női         | 14               | 14.              | 3:36,938                     | 24                           | 9.                           | 12               | 15.              | 36,247            | 24                | 9.                | 14,140                | 30                    | 6.                    | 0                    | 17.                  | 104        | 11.        |

## Kosárlabda

### Női
| Kanadai női kosárlabdacsapat-játékoskeret                                                          | Kanadai női kosárlabdacsapat-játékoskeret                                                                          |
| -------------------------------------------------------------------------------------------------- | --- |
| - Natalie Achonwa - Miranda Ayim - Nirra Fields - Miah-Marie Langlois - Lizanne Murphy - Kia Nurse | - Katherine Plouffe - Michelle Plouffe - Nayo Raincock-Ekunwe - Kim Smith-Gaucher - Tamara Tatham - Shona Thorburn |

#### Eredmények
Csoportkör
B csoport
| Hely. | Csapat           | M | Gy | V | P+  | P–  | Pk   | P  |
| ----- | ---------------- | - | -- | - | --- | --- | ---- | -- |
| 1.    | Egyesült Államok | 5 | 5  | 0 | 520 | 316 | +204 | 10 |
| 2.    | Spanyolország    | 5 | 4  | 1 | 387 | 333 | +54  | 9  |
| 3.    | Kanada           | 5 | 3  | 2 | 340 | 347 | −7   | 8  |
| 4.    | Szerbia          | 5 | 2  | 3 | 385 | 406 | −21  | 7  |
| 5.    | Kína             | 5 | 1  | 4 | 371 | 428 | −57  | 6  |
| 6.    | Szenegál         | 5 | 0  | 5 | 309 | 482 | −173 | 5  |

| 2016. augusztus 6. 14:15 (19:15) | Kína (CHN)                                         | 68–90     | Kanada     | Youth Arena, Rio de Janeiro Nézőszám: 2314 Játékvezetők: Juan Carlos García (ESP), Carlos Júlio (ANG), Anne Panther (GER) |
| 2016. augusztus 6. 14:15 (19:15) | (9–19, 17–18, 20–23, 22–30) Jegyzőkönyv            |           |            | Youth Arena, Rio de Janeiro Nézőszám: 2314 Játékvezetők: Juan Carlos García (ESP), Carlos Júlio (ANG), Anne Panther (GER) |
| 2016. augusztus 6. 14:15 (19:15) | Cshen N. (Chen N.) 13                              | Pont      | Tatham 20  | Youth Arena, Rio de Janeiro Nézőszám: 2314 Játékvezetők: Juan Carlos García (ESP), Carlos Júlio (ANG), Anne Panther (GER) |
| 2016. augusztus 6. 14:15 (19:15) | Szun Meng-zs. (Sun Mengr.) 5                       | Lepattanó | Gaucher 10 | Youth Arena, Rio de Janeiro Nézőszám: 2314 Játékvezetők: Juan Carlos García (ESP), Carlos Júlio (ANG), Anne Panther (GER) |
| 2016. augusztus 6. 14:15 (19:15) | Csen Hsz. (Chen X.), Szun Meng-hsz. (Sun Mengx.) 3 | Gólpassz  | Gaucher 7  | Youth Arena, Rio de Janeiro Nézőszám: 2314 Játékvezetők: Juan Carlos García (ESP), Carlos Júlio (ANG), Anne Panther (GER) |

| 2016. augusztus 8. 14:15 (19:15) | Kanada (CAN)                             | 71–67     | Szerbia        | Youth Arena, Rio de Janeiro Nézőszám: 2377 Játékvezetők: Robert Lottermoser (GER), Vaughan Mayberry (AUS), Hvang Inthe (Hwang In-tae) (KOR) |
| 2016. augusztus 8. 14:15 (19:15) | (21–21, 11–19, 13–17, 26–10) Jegyzőkönyv |           |                | Youth Arena, Rio de Janeiro Nézőszám: 2377 Játékvezetők: Robert Lottermoser (GER), Vaughan Mayberry (AUS), Hvang Inthe (Hwang In-tae) (KOR) |
| 2016. augusztus 8. 14:15 (19:15) | Nurse 25                                 | Pont      | Milovanović 19 | Youth Arena, Rio de Janeiro Nézőszám: 2377 Játékvezetők: Robert Lottermoser (GER), Vaughan Mayberry (AUS), Hvang Inthe (Hwang In-tae) (KOR) |
| 2016. augusztus 8. 14:15 (19:15) | Raincock-Ekunwe 9                        | Lepattanó | Page 6         | Youth Arena, Rio de Janeiro Nézőszám: 2377 Játékvezetők: Robert Lottermoser (GER), Vaughan Mayberry (AUS), Hvang Inthe (Hwang In-tae) (KOR) |
| 2016. augusztus 8. 14:15 (19:15) | Langolis, Nurse 5                        | Gólpassz  | A. Dabović 5   | Youth Arena, Rio de Janeiro Nézőszám: 2377 Játékvezetők: Robert Lottermoser (GER), Vaughan Mayberry (AUS), Hvang Inthe (Hwang In-tae) (KOR) |

| 2016. augusztus 10. 17:45 (22:45) | Szenegál (SEN)                           | 58–68     | Kanada     | Youth Arena, Rio de Janeiro Nézőszám: 2640 Játékvezetők: Anne Panther (GER), Carlos Júlio (ANG), Ahmed Al-Bulushi (OMA) |
| 2016. augusztus 10. 17:45 (22:45) | (10–17, 14–16, 17–22, 17–13) Jegyzőkönyv |           |            | Youth Arena, Rio de Janeiro Nézőszám: 2640 Játékvezetők: Anne Panther (GER), Carlos Júlio (ANG), Ahmed Al-Bulushi (OMA) |
| 2016. augusztus 10. 17:45 (22:45) | Traore 24                                | Pont      | Nurse 14   | Youth Arena, Rio de Janeiro Nézőszám: 2640 Játékvezetők: Anne Panther (GER), Carlos Júlio (ANG), Ahmed Al-Bulushi (OMA) |
| 2016. augusztus 10. 17:45 (22:45) | Diarra 9                                 | Lepattanó | Tatham 10  | Youth Arena, Rio de Janeiro Nézőszám: 2640 Játékvezetők: Anne Panther (GER), Carlos Júlio (ANG), Ahmed Al-Bulushi (OMA) |
| 2016. augusztus 10. 17:45 (22:45) | Diémé 6                                  | Gólpassz  | Langolis 6 | Youth Arena, Rio de Janeiro Nézőszám: 2640 Játékvezetők: Anne Panther (GER), Carlos Júlio (ANG), Ahmed Al-Bulushi (OMA) |

| 2016. augusztus 12. 15:30 (20:30) | Kanada (CAN)                            | 51–81     | Egyesült Államok  | Youth Arena, Rio de Janeiro Nézőszám: 3138 Játékvezetők: Eddie Viator (FRA), Vaughan Mayberry (AUS), Ahmed Al-Bulushi (OMA) |
| 2016. augusztus 12. 15:30 (20:30) | (16–18, 6–18, 14–24, 15–21) Jegyzőkönyv |           |                   | Youth Arena, Rio de Janeiro Nézőszám: 3138 Játékvezetők: Eddie Viator (FRA), Vaughan Mayberry (AUS), Ahmed Al-Bulushi (OMA) |
| 2016. augusztus 12. 15:30 (20:30) | Ayim 8                                  | Pont      | Moore, Taurasi 12 | Youth Arena, Rio de Janeiro Nézőszám: 3138 Játékvezetők: Eddie Viator (FRA), Vaughan Mayberry (AUS), Ahmed Al-Bulushi (OMA) |
| 2016. augusztus 12. 15:30 (20:30) | Raincock-Ekunwe 8                       | Lepattanó | Moore 8           | Youth Arena, Rio de Janeiro Nézőszám: 3138 Játékvezetők: Eddie Viator (FRA), Vaughan Mayberry (AUS), Ahmed Al-Bulushi (OMA) |
| 2016. augusztus 12. 15:30 (20:30) | Langlois, Tatham 3                      | Gólpassz  | Bird 9            | Youth Arena, Rio de Janeiro Nézőszám: 3138 Játékvezetők: Eddie Viator (FRA), Vaughan Mayberry (AUS), Ahmed Al-Bulushi (OMA) |

| 2016. augusztus 14. 17:45 (22:45) | Spanyolország (ESP)                      | 73–60     | Kanada                     | Youth Arena, Rio de Janeiro Nézőszám: 3026 Játékvezetők: Cristiano Maranho (BRA), Vaughan Mayberry (AUS), Natalia Cuello (DOM) |
| 2016. augusztus 14. 17:45 (22:45) | (17–16, 16–13, 16–18, 24–13) Jegyzőkönyv |           |                            | Youth Arena, Rio de Janeiro Nézőszám: 3026 Játékvezetők: Cristiano Maranho (BRA), Vaughan Mayberry (AUS), Natalia Cuello (DOM) |
| 2016. augusztus 14. 17:45 (22:45) | Torrens 20                               | Pont      | Fields 13                  | Youth Arena, Rio de Janeiro Nézőszám: 3026 Játékvezetők: Cristiano Maranho (BRA), Vaughan Mayberry (AUS), Natalia Cuello (DOM) |
| 2016. augusztus 14. 17:45 (22:45) | Nicholls 12                              | Lepattanó | Achonwa, Raincock-Ekunwe 7 | Youth Arena, Rio de Janeiro Nézőszám: 3026 Játékvezetők: Cristiano Maranho (BRA), Vaughan Mayberry (AUS), Natalia Cuello (DOM) |
| 2016. augusztus 14. 17:45 (22:45) | Palau 6                                  | Gólpassz  | három játékos 2            | Youth Arena, Rio de Janeiro Nézőszám: 3026 Játékvezetők: Cristiano Maranho (BRA), Vaughan Mayberry (AUS), Natalia Cuello (DOM) |

Negyeddöntő
| 2016. augusztus 16. 22:15 (3:15) | Franciaország (FRA)                      | 68–63     | Kanada          | Carioca Arena 1, Rio de Janeiro Játékvezetők: Sreten Radović (CRO) Vaughan Mayberry (AUS) Hvang Inthe (Hwang In-tae) (KOR) |
| 2016. augusztus 16. 22:15 (3:15) | (16–25, 16–12, 18–13, 18–13) Jegyzőkönyv |           |                 | Carioca Arena 1, Rio de Janeiro Játékvezetők: Sreten Radović (CRO) Vaughan Mayberry (AUS) Hvang Inthe (Hwang In-tae) (KOR) |
| 2016. augusztus 16. 22:15 (3:15) | Gruda 14                                 | Pont      | Gaucher 15      | Carioca Arena 1, Rio de Janeiro Játékvezetők: Sreten Radović (CRO) Vaughan Mayberry (AUS) Hvang Inthe (Hwang In-tae) (KOR) |
| 2016. augusztus 16. 22:15 (3:15) | Gruda 10                                 | Lepattanó | három játékos 5 | Carioca Arena 1, Rio de Janeiro Játékvezetők: Sreten Radović (CRO) Vaughan Mayberry (AUS) Hvang Inthe (Hwang In-tae) (KOR) |
| 2016. augusztus 16. 22:15 (3:15) | Époupa 6                                 | Gólpassz  | Tatham 4        | Carioca Arena 1, Rio de Janeiro Játékvezetők: Sreten Radović (CRO) Vaughan Mayberry (AUS) Hvang Inthe (Hwang In-tae) (KOR) |

| Csapat       | Helyezés |
| ------------ | -------- |
| Kanada (CAN) | 7.       |

## Labdarúgás

### Női
| Kanadai női labdarúgócsapat-játékoskeret | Kanadai női labdarúgócsapat-játékoskeret |
| --- | --- |
| - Janine Beckie - Josée Bélanger - Kadeisha Buchanan - Allysha Chapman - Sabrina D’Angelo - Jessie Fleming - Stephanie Labbé - Ashley Lawrence - Diana Matheson | - Nichelle Prince - Rebecca Quinn - Deanne Rose - Sophie Schmidt - Desiree Scott - Christine Sinclair (c) - Melissa Tancredi - Rhian Wilkinson - Shelina Zadorsky |

#### Eredmények
Csoportkör
F csoport
| Csapat            | M | Gy | D | V | Rg | Kg | Gk  | P |
| ----------------- | - | -- | - | - | -- | -- | --- | - |
| Kanada (CAN)      | 3 | 3  | 0 | 0 | 7  | 2  | +5  | 9 |
| Németország (GER) | 3 | 1  | 1 | 1 | 9  | 5  | +4  | 4 |
| Ausztrália (AUS)  | 3 | 1  | 1 | 1 | 8  | 5  | +3  | 4 |
| Zimbabwe (ZIM)    | 3 | 0  | 0 | 3 | 3  | 15 | –12 | 0 |

| 2016. augusztus 3. 15:00 (20:00) |

| Kanada (CAN)                        | 2–0               | Ausztrália (AUS) |
| ----------------------------------- | ----------------- | ---------------- |
| Beckie 1' Sinclair 80' Zadorsky 19′ | (1–0) Jegyzőkönyv |                  |

| Arena de São Paulo, São Paulo Nézőszám: 20 521 Játékvezető: Stéphanie Frappart (francia) |

| 2016. augusztus 6. 15:00 (20:00) |

| Kanada (CAN)                          | 3–1               | Zimbabwe (ZIM) |
| ------------------------------------- | ----------------- | -------------- |
| Beckie 7' 35' Sinclair 19' (11-esből) | (3–0) Jegyzőkönyv | Chirandu 86'   |

| Arena de São Paulo, São Paulo Nézőszám: 30 295 Játékvezető: Olga Miranda (paraguayi) |

| 2016. augusztus 9. 16:00 (21:00) |

| Németország (GER)        | 1–2               | Kanada (CAN)     |
| ------------------------ | ----------------- | ---------------- |
| Behringer 13' (11-esből) | (1–1) Jegyzőkönyv | Tancredi 26' 60' |

| Estádio Nacional de Brasília, Brazíliaváros Nézőszám: 8 227 Játékvezető: Ri Hjangok (Ri Hyang-ok) (észak-koreai) |

Negyeddöntő
| 2016. augusztus 12. 19:00 (0:00) |

| Kanada (CAN) | 1–0               | Franciaország (FRA) |
| ------------ | ----------------- | ------------------- |
| Schmidt 56'  | (0–0) Jegyzőkönyv |                     |

| Arena de São Paulo, São Paulo Nézőszám: 38 688 Játékvezető: Claudia Umpierrez (uruguayi) |

Elődöntő
| 2016. augusztus 16. 16:00 (21:00) |

| Kanada (CAN) | 0–2               | Németország (GER)         |
| ------------ | ----------------- | ------------------------- |
|              | (0–1) Jegyzőkönyv | Behringer 21' Däbritz 59' |

| Estádio Mineirão, Belo Horizonte Nézőszám: 5,641 Játékvezető: Ri Hjangok (Ri Hyang-ok) (észak-koreai) |

Bronzmérkőzés
| 2016. augusztus 19. 13:00 (18:00) |

| Brazília (BRA) | 1–2               | Kanada (CAN)          |
| -------------- | ----------------- | --------------------- |
| Beatriz 79'    | (0–1) Jegyzőkönyv | Rose 25' Sinclair 52' |

| Arena de São Paulo, São Paulo Nézőszám: 39,718 Játékvezető: Teodora Albon (román) |

| Csapat       | Helyezés |
| ------------ | -------- |
| Kanada (CAN) |          |

## Lovaglás
Díjlovaglás
| Versenyző        | Ló        | Versenyszám | 1. kör | 1. kör | 2. kör  | 2. kör  | Döntő   | Döntő   | Végeredmény | Végeredmény |
| Versenyző        | Ló        | Versenyszám | Pont   | Hely.  | Pont    | Hely.   | Pont    | Hely.   | Pont        | Helyezés    |
| ---------------- | --------- | ----------- | ------ | ------ | ------- | ------- | ------- | ------- | ----------- | ----------- |
| Megan Lane       | Caravella | Egyéni      | 71,286 | 32.    | kiesett | kiesett | kiesett | kiesett | kiesett     | kiesett     |
| Belinda Trussell | Anton     | Egyéni      | 72,214 | 28.    | 72,325  | 27.     | kiesett | kiesett | kiesett     | kiesett     |

Díjugratás
| Versenyző                                          | Ló                                          | Versenyszám | Selejtező | Selejtező | Selejtező | Selejtező | Selejtező | Selejtező | Selejtező | Selejtező | Döntő   | Döntő   | Döntő   | Végeredmény | Végeredmény |
| Versenyző                                          | Ló                                          | Versenyszám | 1. kör    | 1. kör    | 2. kör    | 2. kör    | 2. kör    | 3. kör    | 3. kör    | 3. kör    | 1. kör  | 1. kör  | 2. kör  | Végeredmény | Végeredmény |
| Versenyző                                          | Ló                                          | Versenyszám | Bünt.     | Hely.     | Bünt.     | Össz.     | Hely.     | Bünt.     | Össz.     | Hely.     | Bünt.   | Hely.   | Bünt.   | Bünt.       | Helyezés    |
| -------------------------------------------------- | ------------------------------------------- | ----------- | --------- | --------- | --------- | --------- | --------- | --------- | --------- | --------- | ------- | ------- | ------- | ----------- | ----------- |
| Yann Candele                                       | First Choice 15                             | Egyéni      | 4         | 27.       | 0         | 4         | 15.       | 4         | 8         | 18.       | 12      | 32.     | kiesett | 12          | 32.         |
| Tiffany Foster                                     | Tripple X                                   | Egyéni      | 4         | 27.       | 4         | 8         | 30.       | 0         | 8         | 18.       | 4       | 16.     | 17      | 21          | 26.         |
| Eric Lamaze                                        | Fine Lady 5                                 | Egyéni      | 0         | 1.        | 0         | 0         | 1.        | 0         | 0         | 1.        | 0       | 1.      | 0+4     | 4           |             |
| Amy Millar                                         | Heros                                       | Egyéni      | 0         | 1.        | 5         | 5         | 26.       | 12        | 17        | 38.       | kiesett | kiesett | kiesett | kiesett     | kiesett     |
| Yann Candele Tiffany Foster Eric Lamaze Amy Millar | First Choice 15 Tripple X Fine Lady 5 Heros | Csapat      |           |           |           |           |           |           |           |           | 4       | 6.      | 4       | 8+8         | 4.          |

Lovastusa
| Versenyző                                                     | Ló                                                              | Versenyszám | Díjlovaglás | Díjlovaglás | Tereplovaglás | Tereplovaglás | Tereplovaglás | Díjugratás | Díjugratás  | Díjugratás | Díjugratás | Végeredmény | Végeredmény |
| Versenyző                                                     | Ló                                                              | Versenyszám | Díjlovaglás | Díjlovaglás | Tereplovaglás | Tereplovaglás | Tereplovaglás | Selejtező  | Selejtező   | Selejtező  | Döntő      | Végeredmény | Végeredmény |
| Versenyző                                                     | Ló                                                              | Versenyszám | Bünt.       | Hely.       | Bünt.         | Bünt. össz.   | Hely.         | Bünt.      | Bünt. össz. | Hely.      | Bünt.      | Bünt.       | Helyezés    |
| ------------------------------------------------------------- | --------------------------------------------------------------- | ----------- | ----------- | ----------- | ------------- | ------------- | ------------- | ---------- | ----------- | ---------- | ---------- | ----------- | ----------- |
| Rebecca Howard                                                | Riddle Master                                                   | Egyéni      | 49,4        | 41.         | 12,4          | 61,8          | 15.           | 0,0        | 61,8        | 10.        | 4,0        | 65,8        | 10.         |
| Colleen Loach                                                 | Qorry Blue d'Argouges                                           | Egyéni      | 56,5        | 57.         | 85,2          | 141,7         | 45.           | 4,0        | 145,7       | 42.        | kiesett    | 145,7       | 42.         |
| Jessica Phoenix                                               | A Little Romance                                                | Egyéni      | 52,0        | 50.         | 75,6          | 127,6         | 41.           | 4,0        | 131,6       | 38.        | kiesett    | 131,6       | 38.         |
| Kathryn Robinson                                              | Let It Bee                                                      | Egyéni      | 49,4        | 41.         | nem ért célba | nem ért célba | nem ért célba | kiesett    | kiesett     | kiesett    | kiesett    | kiesett     | kiesett     |
| Rebecca Howard Colleen Loach Jessica Phoenix Kathryn Robinson | Riddle Master Qorry Blue d'Argouges A Little Romance Let It Bee | Csapat      | 150,8       | 12.         | 173,2         | 331,1         | 11.           |            |             |            | 8,0        | 339,1       | 10.         |

## Műugrás
Férfi
| Versenyző        | Versenyszám        | Selejtező | Selejtező | Elődöntő | Elődöntő | Döntő   | Döntő    |
| Versenyző        | Versenyszám        | Pont      | Helyezés  | Pont     | Helyezés | Pont    | Helyezés |
| ---------------- | ------------------ | --------- | --------- | -------- | -------- | ------- | -------- |
| Philippe Gagné   | Egyéni műugrás     | 400,75    | 12.       | 445,40   | 5.       | 425,30  | 11.      |
| Maxim Bouchard   | Egyéni toronyugrás | 398,15    | 19.       | kiesett  | kiesett  | kiesett | kiesett  |
| Vincent Riendeau | Egyéni toronyugrás | 419,50    | 14.       | 436,30   | 14.      | kiesett | kiesett  |

Női
| Versenyző                        | Versenyszám          | Selejtező | Selejtező | Elődöntő | Elődöntő | Döntő  | Döntő    |
| Versenyző                        | Versenyszám          | Pont      | Helyezés  | Pont     | Helyezés | Pont   | Helyezés |
| -------------------------------- | -------------------- | --------- | --------- | -------- | -------- | ------ | -------- |
| Jennifer Abel                    | Egyéni műugrás       | 373,00    | 1.        | 343,45   | 3.       | 367,25 | 4.       |
| Pamela Ware                      | Egyéni műugrás       | 329,10    | 7.        | 318,25   | 9.       | 323,15 | 7.       |
| Meaghan Benfeito                 | Egyéni toronyugrás   | 329,15    | 7.        | 332,80   | 9.       | 389,20 |          |
| Roseline Filion                  | Egyéni toronyugrás   | 323,55    | 9.        | 336,80   | 7.       | 367,95 | 6.       |
| Jennifer Abel Pamela Ware        | Szinkron műugrás     |           |           |          |          | 298,32 | 4.       |
| Meaghan Benfeito Roseline Filion | Szinkron toronyugrás |           |           |          |          | 336,18 |          |

## Ökölvívás
Férfi
| Versenyző          | Versenyszám  | Selejtező                   | Nyolcaddöntő                  | Negyeddöntő       | Elődöntő          | Döntő             | Helyezés |
| Versenyző          | Versenyszám  | Ellenfél Eredmény           | Ellenfél Eredmény             | Ellenfél Eredmény | Ellenfél Eredmény | Ellenfél Eredmény | Helyezés |
| ------------------ | ------------ | --------------------------- | ----------------------------- | ----------------- | ----------------- | ----------------- | -------- |
| Arthur Biyarslanov | Kisváltósúly | Obada Al-Kasbeh (JOR) · 3-0 | Artem Harutyunyan (GER) · 0-2 | kiesett           | kiesett           | kiesett           | 9.       |

Női
| Versenyző     | Versenyszám | Selejtező                      | Negyeddöntő                           | Elődöntő          | Döntő             | Helyezés |
| Versenyző     | Versenyszám | Ellenfél Eredmény              | Ellenfél Eredmény                     | Ellenfél Eredmény | Ellenfél Eredmény | Helyezés |
| ------------- | ----------- | ------------------------------ | ------------------------------------- | ----------------- | ----------------- | -------- |
| Mandy Bujold  | Légsúly     | Yodgoroy Mirzayeva (UZB) · 3-0 | Zsen Can-can (Ren Cancan) (CHN) · 0-3 | kiesett           | kiesett           | 5.       |
| Ariane Fortin | Középsúly   | Dariga Shakimova (KAZ) · 1-2   | kiesett                               | kiesett           | kiesett           | 9.       |

## Öttusa
| Versenyző      | Versenyszám | Vívás (V) | Vívás (V) | Úszás   | Úszás | Úszás | Bónusz vívás (B) | Bónusz vívás (B) | Bónusz vívás (B) | Lovaglás      | Lovaglás      | Lovaglás | Lovaglás | Futás/Lövészet | Futás/Lövészet | Futás/Lövészet | Futás/Lövészet | Összesen    | Összesen |
| Versenyző      | Versenyszám | Eredmény  | Pont      | Idő     | Pont  | Hely. | Eredmény         | Pont             | V+B Hely.        | Idő           | Hibapont      | Pont     | Hely.    | Lövőhiba       | Idő            | Pont           | Hely.          | Összes pont | Helyezés |
| -------------- | ----------- | --------- | --------- | ------- | ----- | ----- | ---------------- | ---------------- | ---------------- | ------------- | ------------- | -------- | -------- | -------------- | -------------- | -------------- | -------------- | ----------- | -------- |
| Melanie McCann | Női         | 23–12     | 238       | 2:20,81 | 278   | 25.   | 2–1              | 2                | 3.               | 75,75         | 0             | 300      | 3.       | 11             | 13:42,43       | 478            | 31.            | 1296        | 15.      |
| Donna Vakalis  | Női         | 22–13     | 232       | 2:22,12 | 274   | 30.   | 1–1              | 1                | 5.               | nem ért célba | nem ért célba | 0        | 30.      | 15             | 13:36,19       | 484            | 30.            | 991         | 32.      |

## Rögbi

### Női
| Kanadai női rögbi-játékoskeret                                                                | Kanadai női rögbi-játékoskeret                                                                           |
| --------------------------------------------------------------------------------------------- | --- |
| - Brittany Benn - Hannah Darling - Bianca Farella - Jen Kish - Ghislaine Landry - Megan Lukan | - Kayla Moleschi - Karen Paquin - Kelly Russell - Ashley Steacy - Natasha Watcham-Roy - Charity Williams |

#### Eredmények
Csoportkör
C csoport
| Csapat               | M | Gy | D | V | P+ | P–  | Pk   | P |
| -------------------- | - | -- | - | - | -- | --- | ---- | - |
| Nagy-Britannia (GBR) | 3 | 3  | 0 | 0 | 91 | 3   | +88  | 9 |
| Kanada (CAN)         | 3 | 2  | 0 | 1 | 83 | 22  | +61  | 7 |
| Brazília (BRA)       | 3 | 1  | 0 | 2 | 29 | 77  | –48  | 5 |
| Japán (JPN)          | 3 | 0  | 0 | 3 | 10 | 111 | –101 | 3 |

| 2016. augusztus 6. 12:30 (17:30) |                    | Kanada (CAN) | 45–0 | Japán (JPN) |  | Deodoro Stadion, Rio de Janeiro |
| 2016. augusztus 6. 12:30 (17:30) | (26–0) Jegyzőkönyv |              |      |             |  | Deodoro Stadion, Rio de Janeiro |

| 2016. augusztus 6. 17:30 (22:30) |                    | Kanada (CAN) | 38–0 | Brazília (BRA) |  | Deodoro Stadion, Rio de Janeiro |
| 2016. augusztus 6. 17:30 (22:30) | (26–0) Jegyzőkönyv |              |      |                |  | Deodoro Stadion, Rio de Janeiro |

| 2016. augusztus 7. 12:30 (17:30) |                    | Kanada (CAN) | 0–22 | Nagy-Britannia (GBR) |  | Deodoro Stadion, Rio de Janeiro |
| 2016. augusztus 7. 12:30 (17:30) | (0–10) Jegyzőkönyv |              |      |                      |  | Deodoro Stadion, Rio de Janeiro |

Negyeddöntő
| 2016. augusztus 7. 17:30 (22:30) |                   | Kanada (CAN) | 15–5 | Franciaország (FRA) |  | Deodoro Stadion, Rio de Janeiro |
| 2016. augusztus 7. 17:30 (22:30) | (0–5) Jegyzőkönyv |              |      |                     |  | Deodoro Stadion, Rio de Janeiro |

Elődöntő
| 2016. augusztus 8. 14:30 (19:30) |                    | Ausztrália (AUS) | 17–5 | Kanada (CAN) |  | Deodoro Stadion, Rio de Janeiro |
| 2016. augusztus 8. 14:30 (19:30) | (12–0) Jegyzőkönyv |                  |      |              |  | Deodoro Stadion, Rio de Janeiro |

Bronzmérkőzés
| 2016. augusztus 8. 18:30 (23:30) |                    | Kanada (CAN) | 33–10 | Nagy-Britannia (GBR) |  | Deodoro Stadion, Rio de Janeiro |
| 2016. augusztus 8. 18:30 (23:30) | (26–5) Jegyzőkönyv |              |       |                      |  | Deodoro Stadion, Rio de Janeiro |

| Csapat       | Helyezés |
| ------------ | -------- |
| Kanada (CAN) |          |

## Röplabda

### Férfi
| Kanadai férfi röplabdacsapat-játékoskeret                                                         | Kanadai férfi röplabdacsapat-játékoskeret                                                              |
| ------------------------------------------------------------------------------------------------- | --- |
| - Blair Bann - Jay Blankenau - Justin Duff - Nicholas Hoag - Steven Marshall - John Gordon Perrin | - TJ Sanders - Gavin Schmitt - Daniel Jansen Van Doorn - Rudy Verhoeff - Graham Vigrass - Fred Winters |

#### Eredmények
Csoportkör
A csoport
|       |                        | Mérkőzések | Mérkőzések | Mérkőzések | Mérkőzések | Szettek | Szettek | Szettek | Pontok | Pontok | Pontok |
| Hely. | Csapat                 | M          | Gy         | V          | Pont       | Sz+     | Sz–     | SzA     | P+     | P–     | PA     |
| ----- | ---------------------- | ---------- | ---------- | ---------- | ---------- | ------- | ------- | ------- | ------ | ------ | ------ |
| 1.    | Olaszország (ITA)      | 5          | 4          | 1          | 12         | 13      | 5       | 2,600   | 432    | 375    | 1,152  |
| 2.    | Kanada (CAN)           | 5          | 3          | 2          | 9          | 10      | 7       | 1,429   | 378    | 378    | 1,000  |
| 3.    | Egyesült Államok (USA) | 5          | 3          | 2          | 9          | 10      | 8       | 1,250   | 419    | 405    | 1,035  |
| 4.    | Brazília (BRA)         | 5          | 3          | 2          | 9          | 11      | 9       | 1,222   | 467    | 442    | 1,057  |
| 5.    | Franciaország (FRA)    | 5          | 2          | 3          | 6          | 8       | 9       | 0,889   | 386    | 367    | 1,052  |
| 6.    | Mexikó (MEX)           | 5          | 0          | 5          | 0          | 1       | 15      | 0,067   | 283    | 398    | 0,711  |

| 2016. augusztus 7. 17:05 (22:05) | Egyesült Államok (USA)            | 0–3 | Kanada (CAN) | Ginásio do Maracanãzinho, Rio de Janeiro Nézőszám: 6875 Játékvezető: Andrey Zenovich (RUS), Mohammad Shahmiri (IRI) |
| 2016. augusztus 7. 17:05 (22:05) | (23–25, 17–25, 23–25) Jegyzőkönyv |     |              | Ginásio do Maracanãzinho, Rio de Janeiro Nézőszám: 6875 Játékvezető: Andrey Zenovich (RUS), Mohammad Shahmiri (IRI) |

| 2016. augusztus 9. 22:35 (3:35) | Brazília (BRA)                           | 3–1 | Kanada (CAN) | Ginásio do Maracanãzinho, Rio de Janeiro Nézőszám: 8749 Játékvezető: Luís Macias (MEX), Piotr Dudek (POL) |
| 2016. augusztus 9. 22:35 (3:35) | (24–26, 25–18, 25–22, 25–17) Jegyzőkönyv |     |              | Ginásio do Maracanãzinho, Rio de Janeiro Nézőszám: 8749 Játékvezető: Luís Macias (MEX), Piotr Dudek (POL) |

| 2016. augusztus 11. 17:05 (22:05) | Kanada (CAN)                      | 0–3 | Franciaország (FRA) | Ginásio do Maracanãzinho, Rio de Janeiro Nézőszám: 6498 Játékvezető: Andrey Zenovich (RUS), Nasr Shaaban (EGY) |
| 2016. augusztus 11. 17:05 (22:05) | (19–25, 16–25, 19–25) Jegyzőkönyv |     |                     | Ginásio do Maracanãzinho, Rio de Janeiro Nézőszám: 6498 Játékvezető: Andrey Zenovich (RUS), Nasr Shaaban (EGY) |

| 2016. augusztus 13. 20:30 (1:30) | Kanada (CAN)                      | 3–0 | Mexikó (MEX) | Ginásio do Maracanãzinho, Rio de Janeiro Nézőszám: 5624 Játékvezető: Hernán Casamiquela (ARG), Taoufik Boudaya (TUN) |
| 2016. augusztus 13. 20:30 (1:30) | (25–20, 25–13, 25–22) Jegyzőkönyv |     |              | Ginásio do Maracanãzinho, Rio de Janeiro Nézőszám: 5624 Játékvezető: Hernán Casamiquela (ARG), Taoufik Boudaya (TUN) |

| 2016. augusztus 15. 20:30 (1:30) | Olaszország (ITA)                        | 1–3 | Kanada (CAN) | Ginásio do Maracanãzinho, Rio de Janeiro Nézőszám: 7109 Játékvezető: Andrey Zenovich (RUS), Hernán Casamiquela (ARG) |
| 2016. augusztus 15. 20:30 (1:30) | (23–25, 17–25, 25–16, 21–25) Jegyzőkönyv |     |              | Ginásio do Maracanãzinho, Rio de Janeiro Nézőszám: 7109 Játékvezető: Andrey Zenovich (RUS), Hernán Casamiquela (ARG) |

Negyeddöntő
| 2016. augusztus 17. 10:00 (15:00) | Kanada (CAN)                      | 0–3 | Oroszország (RUS) | Ginásio do Maracanãzinho, Rio de Janeiro Nézőszám: 6291 Játékvezető: Arturo Di Giacomo (BEL), Mohammad Shahmiri (IRI) |
| 2016. augusztus 17. 10:00 (15:00) | (15–25, 20–25, 18–25) Jegyzőkönyv |     |                   | Ginásio do Maracanãzinho, Rio de Janeiro Nézőszám: 6291 Játékvezető: Arturo Di Giacomo (BEL), Mohammad Shahmiri (IRI) |

| Csapat       | Helyezés |
| ------------ | -------- |
| Kanada (CAN) | 5.       |

### Strandröplabda

#### Férfi
| Versenyző                   | Csoportkör | Csoportkör | 16 közé jutásért                                                       | Nyolcaddöntő                                                         | Negyeddöntő       | Elődöntő          | Döntő             | Helyezés |
| Versenyző                   | Ellenfél Eredmény | Hely.      | Ellenfél Eredmény                                                      | Ellenfél Eredmény                                                    | Ellenfél Eredmény | Ellenfél Eredmény | Ellenfél Eredmény | Helyezés |
| --------------------------- | --- | ---------- | ---------------------------------------------------------------------- | -------------------------------------------------------------------- | ----------------- | ----------------- | ----------------- | -------- |
| Josh Binstock Sam Schachter | A csoport · Brazília (BRA) · Alison Cerutti · Bruno Oscar Schmidt · 19–21, 20–22 · Olaszország (ITA) · Adrian Carambula · Alex Ranghieri · 18–21, 21–14, 11–15 · Ausztria (AUT) · Clemens Doppler · Alexander Horst · 19–21, 21–16, 8–15 | 4.         | kiesett                                                                | kiesett                                                              | kiesett           | kiesett           | kiesett           | 19.      |
| Ben Saxton Chaim Schalk     | D csoport · Lettország (LAT) · Aleksandrs Samoilovs · Jānis Šmēdiņš · 17–21, 21–18, 13–15 · Brazília (BRA) · Evandro Oliveira · Pedro Solberg · 17–21, 21–18, 16–14 · Kuba (CUB) · Nivaldo Díaz · Sergio González · 15–21, 18–21         | 3.         | Lengyelország (POL) · Grzegorz Fijałek · Mariusz Prudel · 21–19, 21–18 | Hollandia (NED) · Alexander Brouwer · Robert Meeuwsen · 12–21, 15–21 | kiesett           | kiesett           | kiesett           | 9.       |

#### Női
| Versenyző                    | Csoportkör | Csoportkör | 16 közé jutásért  | Nyolcaddöntő                                                 | Negyeddöntő                                                        | Elődöntő          | Döntő             | Helyezés |
| Versenyző                    | Ellenfél Eredmény | Hely.      | Ellenfél Eredmény | Ellenfél Eredmény                                            | Ellenfél Eredmény                                                  | Ellenfél Eredmény | Ellenfél Eredmény | Helyezés |
| ---------------------------- | --- | ---------- | ----------------- | ------------------------------------------------------------ | ------------------------------------------------------------------ | ----------------- | ----------------- | -------- |
| Heather Bansley Sarah Pavan  | E csoport · Hollandia (NED) · Jantine van der Vlist · Sophie van Gestel · 21–15, 21–17 · Svájc (SUI) · Joana Heidrich · Nadine Zumkehr · 21–18, 21–18 · Németország (GER) · Karla Borger · Britta Büthe · 21–19, 21–15     | 1.         |                   | Kanada (CAN) · Jamie Broder · Kristina Valjas · 21–16, 21–11 | Németország (GER) · Laura Ludwig · Kira Walkenhorst · 14–21, 14–21 | kiesett           | kiesett           | 5.       |
| Jamie Broder Kristina Valjas | D csoport · Olaszország (ITA) · Laura Giombini · Marta Menegatti · 15–21, 21–18, 15–9 · Németország (GER) · Laura Ludwig · Kira Walkenhorst · 17–21, 11–21 · Egyiptom (EGY) · Doaa Elghobashy · Nada Meawad · 21–12, 21–16 | 2.         |                   | Kanada (CAN) · Heather Bansley · Sarah Pavan · 16–21, 11–21  | kiesett                                                            | kiesett           | kiesett           | 9.       |

## Sportlövészet
Női
| Versenyző     | Versenyszám   | Selejtező | Selejtező | Elődöntő | Elődöntő | Döntő   | Döntő    |
| Versenyző     | Versenyszám   | Pont      | Helyezés  | Pont     | Helyezés | Pont    | Helyezés |
| ------------- | ------------- | --------- | --------- | -------- | -------- | ------- | -------- |
| Lynda Kiejko  | Légpisztoly   | 374       | 38.       |          |          | kiesett | kiesett  |
| Lynda Kiejko  | Sportpisztoly | 552       | 38.       | kiesett  | kiesett  | kiesett | kiesett  |
| Cynthia Meyer | Trap          | 67        | 7.        | kiesett  | kiesett  | kiesett | kiesett  |

## Súlyemelés
Férfi
| Versenyző        | Versenyszám | Szakítás | Szakítás | Lökés    | Lökés    | Összesen | Helyezés |
| Versenyző        | Versenyszám | Eredmény | Helyezés | Eredmény | Helyezés | Összesen | Helyezés |
| ---------------- | ----------- | -------- | -------- | -------- | -------- | -------- | -------- |
| Pascal Plamondon | 85 kg       | 155      | 12.      | 190      | 13.      | 345      | 12.      |

Női
| Versenyző                   | Versenyszám | Szakítás | Szakítás | Lökés    | Lökés    | Összesen | Helyezés |
| Versenyző                   | Versenyszám | Eredmény | Helyezés | Eredmény | Helyezés | Összesen | Helyezés |
| --------------------------- | ----------- | -------- | -------- | -------- | -------- | -------- | -------- |
| Marie-Ève Beauchemin-Nadeau | 69 kg       | 98       | 12.      | 130      | 8.       | 228      | 9.       |

## Szinkronúszás
| Versenyző                         | Versenyszám | Technikai gyakorlat | Technikai gyakorlat | Selejtező        | Selejtező        | Selejtező  | Selejtező  | Döntő            | Döntő            | Döntő      | Döntő      | Helyezés |
| Versenyző                         | Versenyszám | Technikai gyakorlat | Technikai gyakorlat | Szabad gyakorlat | Szabad gyakorlat | Összesítés | Összesítés | Szabad gyakorlat | Szabad gyakorlat | Összesítés | Összesítés | Helyezés |
| Versenyző                         | Versenyszám | Pont                | Hely.               | Pont             | Hely.            | Pont       | Hely.      | Pont             | Hely.            | Pont       | Hely.      | Helyezés |
| --------------------------------- | ----------- | ------------------- | ------------------- | ---------------- | ---------------- | ---------- | ---------- | ---------------- | ---------------- | ---------- | ---------- | -------- |
| Jacqueline Simoneau Karine Thomas | Páros       | 89,2916             | 7.                  | 90,0667          | 7.               | 179,3583   | 7.         | 90,6000          | 7.               | 179,8916   | 7.         | 7.       |

## Taekwondo
Női
| Versenyző        | Versenyszám | Nyolcaddöntő                    | Negyeddöntő       | Elődöntő          | Vigaszág elődöntő            | Bronz- mérkőzés   | Döntő             | Helyezés |
| Versenyző        | Versenyszám | Ellenfél Eredmény               | Ellenfél Eredmény | Ellenfél Eredmény | Ellenfél Eredmény            | Ellenfél Eredmény | Ellenfél Eredmény | Helyezés |
| ---------------- | ----------- | ------------------------------- | ----------------- | ----------------- | ---------------------------- | ----------------- | ----------------- | -------- |
| Melissa Pagnotta | Váltósúly   | O Hjeri (Oh Hye-ri) (KOR) · 3-9 |                   |                   | Chuang Chia-Chia (TPE) · 1-4 | kiesett           |                   | 7.       |

## Tenisz
Férfi
| Versenyző                    | Versenyszám | 64-es főtábla                 | 32-es főtábla                                                         | Nyolcaddöntő                                            | Negyeddöntő                                                  | Elődöntő                                                             | Bronz- mérkőzés                                               | Döntő             | Helyezés |
| Versenyző                    | Versenyszám | Ellenfél Eredmény             | Ellenfél Eredmény                                                     | Ellenfél Eredmény                                       | Ellenfél Eredmény                                            | Ellenfél Eredmény                                                    | Ellenfél Eredmény                                             | Ellenfél Eredmény | Helyezés |
| ---------------------------- | ----------- | ----------------------------- | --------------------------------------------------------------------- | ------------------------------------------------------- | ------------------------------------------------------------ | -------------------------------------------------------------------- | ------------------------------------------------------------- | ----------------- | -------- |
| Vasek Pospisil               | Egyes       | Gaël Monfils (FRA) · 1-6, 3-6 | kiesett                                                               | kiesett                                                 | kiesett                                                      | kiesett                                                              | kiesett                                                       | kiesett           | 33.      |
| Daniel Nestor Vasek Pospisil | Páros       |                               | Új-Zéland (NZL) · Marcus Daniell · Michael Venus · 4-6, 6-3, 7-6(8–6) | Portugália (POR) · Gastão Elias · João Sousa · 6-1, 6-4 | Olaszország (ITA) · Fabio Fognini · Andreas Seppi · 6-3, 6-1 | Spanyolország (ESP) · Marc López · Rafael Nadal · 6-7(1–7), 6-7(4–7) | Egyesült Államok (USA) · Steve Johnson · Jack Sock · 2-6, 4-6 |                   | 4.       |

Női
| Versenyző                           | Versenyszám | 64-es főtábla                    | 32-es főtábla                                                            | Nyolcaddöntő                                                              | Negyeddöntő       | Elődöntő          | Bronz- mérkőzés   | Döntő             | Helyezés |
| Versenyző                           | Versenyszám | Ellenfél Eredmény                | Ellenfél Eredmény                                                        | Ellenfél Eredmény                                                         | Ellenfél Eredmény | Ellenfél Eredmény | Ellenfél Eredmény | Ellenfél Eredmény | Helyezés |
| ----------------------------------- | ----------- | -------------------------------- | ------------------------------------------------------------------------ | ------------------------------------------------------------------------- | ----------------- | ----------------- | ----------------- | ----------------- | -------- |
| Eugenie Bouchard                    | Egyes       | Sloane Stephens (USA) · 6-3, 6-3 | Angelique Kerber (GER) · 4-6, 2-6                                        | kiesett                                                                   | kiesett           | kiesett           | kiesett           | kiesett           | 17.      |
| Eugenie Bouchard Gabriela Dabrowski | Páros       |                                  | Lengyelország (POL) · Klaudia Jans-Ignacik · Paula Kania · 6-4, 5-7, 6-3 | Csehország (CZE) · Lucie Šafářová · Barbora Strýcová · 7-6(7–4), 2-6, 4-6 | kiesett           | kiesett           | kiesett           | kiesett           | 9.       |

## Tollaslabda
| Versenyző      | Versenyszám | Csoportkör                                                                                          | Csoportkör | Nyolcaddöntő      | Negyeddöntő       | Elődöntő          | Bronz- mérkőzés   | Döntő             | Helyezés |
| Versenyző      | Versenyszám | Ellenfél Eredmény                                                                                   | Hely.      | Ellenfél Eredmény | Ellenfél Eredmény | Ellenfél Eredmény | Ellenfél Eredmény | Ellenfél Eredmény | Helyezés |
| -------------- | ----------- | --------------------------------------------------------------------------------------------------- | ---------- | ----------------- | ----------------- | ----------------- | ----------------- | ----------------- | -------- |
| Martin Giuffre | Férfi egyes | M csoport · Ng Ká-lóng (Ng Ka Long) (HKG) · 11–21, 14–21 · Pedro Martins (POR) · 14–21, 24–22, 21–6 | 2.         | kiesett           | kiesett           | kiesett           | kiesett           | kiesett           | 14.      |
| Michelle Li    | Női egyes   | M csoport · Sárosi Laura (HUN) · 21–11, 21–8 · Pusarla Sindhu (IND) · 21–19, 15–21, 17–21           | 2.         | kiesett           | kiesett           | kiesett           | kiesett           | kiesett           | 14.      |

## Torna
Férfi
| Versenyző    | Versenyszám | Selejtező | Selejtező | Döntő    | Döntő    |
| Versenyző    | Versenyszám | Pontszám  | Helyezés  | Pontszám | Helyezés |
| ------------ | ----------- | --------- | --------- | -------- | -------- |
| Scott Morgan | Talaj       | 14,966    | 18.       | kiesett  | kiesett  |
| Scott Morgan | Ugrás       | 14,470    | 14.       | kiesett  | kiesett  |
| Scott Morgan | Gyűrű       | 14,533    | 27.       | kiesett  | kiesett  |

Női
| Versenyző                                                                    | Versenyszám      | Selejtező | Selejtező | Döntő    | Döntő    |
| Versenyző                                                                    | Versenyszám      | Pontszám  | Helyezés  | Pontszám | Helyezés |
| ---------------------------------------------------------------------------- | ---------------- | --------- | --------- | -------- | -------- |
| Elsabeth Black                                                               | Talaj            | 14,133    | 15.       | kiesett  | kiesett  |
| Elsabeth Black                                                               | Ugrás            | 14,499    | 15.       | kiesett  | kiesett  |
| Elsabeth Black                                                               | Felemás korlát   | 14,500    | 31.       | kiesett  | kiesett  |
| Elsabeth Black                                                               | Gerenda          | 13,566    | 44.       | kiesett  | kiesett  |
| Elsabeth Black                                                               | Egyéni összetett | 56,956    | 13.       | 58,298   | 5.       |
| Shallon Olsen                                                                | Talaj            | 13,866    | 26.       | kiesett  | kiesett  |
| Shallon Olsen                                                                | Ugrás            | 14,950    | 6.        | 14,816   | 8.       |
| Isabela Onyshko                                                              | Talaj            | 13,966    | 22.       | kiesett  | kiesett  |
| Isabela Onyshko                                                              | Felemás korlát   | 14,733    | 23.       | kiesett  | kiesett  |
| Isabela Onyshko                                                              | Gerenda          | 14,533    | 10.       | 13,400   | 8.       |
| Isabela Onyshko                                                              | Egyéni összetett | 57,232    | 10.       | 56,365   | 18.      |
| Brittany Rogers                                                              | Ugrás            | 14,783    | 9.        | kiesett  | kiesett  |
| Brittany Rogers                                                              | Felemás korlát   | 14,266    | 36.       | kiesett  | kiesett  |
| Brittany Rogers                                                              | Gerenda          | 13,466    | 45.       | kiesett  | kiesett  |
| Rose-Kaying Woo                                                              | Talaj            | 13,566    | 38.       | kiesett  | kiesett  |
| Rose-Kaying Woo                                                              | Felemás korlát   | 13,733    | 52.       | kiesett  | kiesett  |
| Rose-Kaying Woo                                                              | Gerenda          | 13,233    | 55.       | kiesett  | kiesett  |
| Elsabeth Black Shallon Olsen Isabela Onyshko Brittany Rogers Rose-Kaying Woo | Csapat összetett | 171,761   | 9.        | kiesett  | kiesett  |

### Trambulin
| Versenyző           | Versenyszám | Selejtező | Selejtező | Döntő    | Döntő    |
| Versenyző           | Versenyszám | Pontszám  | Helyezés  | Pontszám | Helyezés |
| ------------------- | ----------- | --------- | --------- | -------- | -------- |
| Jason Burnett       | Férfi       | 103,715   | 14.       | kiesett  | kiesett  |
| Rosannagh MacLennan | Női         | 103,130   | 3.        | 56,465   |          |

## Triatlon
| Versenyző         | Versenyszám | 1,5 km úszás | Depózás 1 | 40 km kerékpározás | Depózás 2 | 10 km futás | Összesítés | Összesítés |
| Versenyző         | Versenyszám | Idő          | Idő       | Idő                | Idő       | Idő         | Idő        | Helyezés   |
| ----------------- | ----------- | ------------ | --------- | ------------------ | --------- | ----------- | ---------- | ---------- |
| Tyler Mislawchuk  | Férfi       | 17:31        | 0:48      | 56:23              | 0:35      | 32:33       | 1:47:50    | 15.        |
| Andrew Yorke      | Férfi       | 18:17        | 0:48      | 59:10              | 0:35      | 33:56       | 1:52:46    | 42.        |
| Sarah-Anne Brault | Női         | 19:49        | 0:58      | 1:03:56            | 0:43      | 39:02       | 2:04:28    | 42.        |
| Amélie Kretz      | Női         | 19:10        | 0:55      | 1:04:39            | 0:41      | 37:23       | 2:02:48    | 34.        |
| Kirsten Sweetland | Női         | 19:11        | 0:57      | 1:04:34            | 0:45      | 38:49       | 2:04:16    | 41.        |

## Úszás
Férfi
| Versenyző                                                       | Versenyszám      | Előfutam | Előfutam | Előfutam | Elődöntő | Elődöntő | Elődöntő | Döntő     | Döntő    |
| Versenyző                                                       | Versenyszám      | Idő      | Hely.    | Össz.    | Idő      | Hely.    | Össz.    | Idő       | Helyezés |
| --------------------------------------------------------------- | ---------------- | -------- | -------- | -------- | -------- | -------- | -------- | --------- | -------- |
| Santo Condorelli                                                | 50 m gyors       | 21,83    | 3.*      | 7.*      | 21,97    | 5.       | 12.      | kiesett   | kiesett  |
| Santo Condorelli                                                | 100 m pillangó   | 51,99    | 1.       | 14.      | 51,83    | 5.       | 12.      | kiesett   | kiesett  |
| Santo Condorelli                                                | 100 m gyors      | 48,22    | 1.       | 5.       | 47,93    | 2.       | 3.*      | 47,88     | 4.       |
| Yuri Kisil                                                      | 100 m gyors      | 48,49    | 3.       | 11.      | 48,28    | 6.       | 10.*     | kiesett   | kiesett  |
| Yuri Kisil                                                      | 50 m gyors       | 22,50    | 6.       | 35.*     | kiesett  | kiesett  | kiesett  | kiesett   | kiesett  |
| Ryan Cochrane                                                   | 400 m gyors      | 3:45,83  | 5.       | 11.      |          |          |          | kiesett   | kiesett  |
| Ryan Cochrane                                                   | 1500 m gyors     | 14:53,44 | 5.       | 7.       |          |          |          | 14:49,61  | 6.       |
| Javier Acevedo                                                  | 100 m hát        | 54,11    | 6.       | 17.      | kiesett  | kiesett  | kiesett  | kiesett   | kiesett  |
| Jason Block                                                     | 100 m mell       | 1:00,71  | 3.       | 24.*     | kiesett  | kiesett  | kiesett  | kiesett   | kiesett  |
| Ashton Baumann                                                  | 200 m mell       | 2:12,61  | 7.       | 24.      | kiesett  | kiesett  | kiesett  | kiesett   | kiesett  |
| Santo Condorelli Yuri Kisil Markus Thormeyer Evan Van Moerkerke | 4 × 100 m gyors  | 3:14,06  | 2.       | 5.*      |          |          |          | 3:14,35   | 7.       |
| Javier Acevedo Jason Block Mackenzie Darragh Yuri Kisil         | 4 × 100 m vegyes | 3:36,92  | 8.       | 16.      |          |          |          | kiesett   | kiesett  |
| Richard Weinberger                                              | 10 km nyílt vízi |          |          |          |          |          |          | 1:53:16,4 | 17.      |

Női
| Versenyző                                                                               | Versenyszám      | Előfutam | Előfutam | Előfutam | Elődöntő | Elődöntő | Elődöntő | Döntő     | Döntő    |
| Versenyző                                                                               | Versenyszám      | Idő      | Hely.    | Össz.    | Idő      | Hely.    | Össz.    | Idő       | Helyezés |
| --------------------------------------------------------------------------------------- | ---------------- | -------- | -------- | -------- | -------- | -------- | -------- | --------- | -------- |
| Michelle Williams                                                                       | 50 m gyors       | 24,91    | 6.       | 18.**    | kiesett  | kiesett  | kiesett  | kiesett   | kiesett  |
| Chantal Van Landeghem                                                                   | 50 m gyors       | 24,57    | 3.*      | 8.*      | 24,61    | 5.       | 10.      | kiesett   | kiesett  |
| Chantal Van Landeghem                                                                   | 100 m gyors      | 53,89    | 5.       | 9.       | 54,00    | 5.       | 10.      | kiesett   | kiesett  |
| Penny Oleksiak                                                                          | 100 m gyors      | 53,53    | 3.*      | 5.*      | 52,72    | 2.       | 2.       | 52,70     | *        |
| Penny Oleksiak                                                                          | 100 m pillangó   | 56,73    | 2.       | 3.       | 57,10    | 3.       | 5.       | 56,46     |          |
| Noemie Thomas                                                                           | 100 m pillangó   | 58,27    | 5.       | 18.*     | kiesett  | kiesett  | kiesett  | kiesett   | kiesett  |
| Audrey Lacroix                                                                          | 200 m pillangó   | 2:09,21  | 6.       | 16.      | 2:09,95  | 8.       | 16.      | kiesett   | kiesett  |
| Katerine Savard                                                                         | 200 m gyors      | 1:57,15  | 2.       | 13.      | 1:57,80  | 7.       | 15.      | kiesett   | kiesett  |
| Brittany MacLean                                                                        | 200 m gyors      | 1:57,74  | 6.       | 16.      | 1:57,36  | 5.       | 10.      | kiesett   | kiesett  |
| Brittany MacLean                                                                        | 800 m gyors      | 8:26,43  | 4.       | 10.      |          |          |          | kiesett   | kiesett  |
| Brittany MacLean                                                                        | 400 m gyors      | 4:03,43  | 3.       | 5.       |          |          |          | 4:04,69   | 5.       |
| Emily Overholt                                                                          | 400 m gyors      | 4:16,24  | 7.       | 25.      |          |          |          | kiesett   | kiesett  |
| Emily Overholt                                                                          | 400 m vegyes     | 4:36,54  | 3.       | 8.       |          |          |          | 4:34,70   | 5.       |
| Sydney Pickrem                                                                          | 400 m vegyes     | 4:38,06  | 2.       | 12.      |          |          |          | kiesett   | kiesett  |
| Sydney Pickrem                                                                          | 200 m vegyes     | 2:11,06  | 2.       | 8.       | 2:10,57  | 4.       | 7.       | 2:11,22   | 6.       |
| Erika Seltenreich-Hodgson                                                               | 200 m vegyes     | 2:12,56  | 4.       | 14.      | 2:12,25  | 8.       | 14.      | kiesett   | kiesett  |
| Kylie Masse                                                                             | 100 m hát        | 59,07    | 2.       | 3.       | 59,06    | 4.       | 5.       | 58,76     | *        |
| Dominique Bouchard                                                                      | 100 m hát        | 1:00,18  | 4.       | 12.      | 1:00,54  | 6.       | 12.      | kiesett   | kiesett  |
| Dominique Bouchard                                                                      | 200 m hát        | 2:08,87  | 2.       | 7.       | 2:09,07  | 6.       | 9.*      | kiesett   | kiesett  |
| Hilary Caldwell                                                                         | 200 m hát        | 2:07,40  | 2.       | 2.       | 2:07,17  | 1.       | 2.       | 2:07,54   |          |
| Rachel Nicol                                                                            | 100 m mell       | 1:06,85  | 4.       | 11.      | 1:06,73  | 6.       | 8.       | 1:06,68   | 5.       |
| Kierra Smith                                                                            | 100 m mell       | 1:07,41  | 7.       | 19.      | kiesett  | kiesett  | kiesett  | kiesett   | kiesett  |
| Kierra Smith                                                                            | 200 m mell       | 2:23,69  | 1.       | 6.       | 2:22,87  | 4.       | 8.       | 2:23,19   | 7.       |
| Martha McCabe                                                                           | 200 m mell       | 2:28,62  | 8.       | 23.      | kiesett  | kiesett  | kiesett  | kiesett   | kiesett  |
| Chantal Van Landeghem Michelle Williams Penny Oleksiak Sandrine Mainville Taylor Ruck   | 4 × 100 m gyors  | 3:33,84  | 3.       | 3.       |          |          |          | 3:32,89   |          |
| Brittany MacLean Katerine Savard Emily Overholt Kennedy Goss Penny Oleksiak Taylor Ruck | 4 × 200 m gyors  | 7:51,99  | 3.       | 6.       |          |          |          | 7:45,39   |          |
| Chantal Van Landeghem Kylie Masse Noemie Thomas Penny Oleksiak Rachel Nicol Taylor Ruck | 4 × 100 m vegyes | 3:56,80  | 1.       | 2.       |          |          |          | 3:55,49   | 5.       |
| Stephanie Horner                                                                        | 10 km nyílt vízi |          |          |          |          |          |          | 1:59:22,1 | 23.      |

* - egy másik versenyzővel/váltóval azonos időt ért el

** - két másik versenyzővel azonos időt ért el

## Vitorlázás
Férfi
| Versenyző                      | Versenyszám    | Futam | Futam | Futam | Futam | Futam | Futam | Futam | Futam | Futam | Futam | Futam   | Pontszám | Helyezés |
| Versenyző                      | Versenyszám    | 1     | 2     | 3     | 4     | 5     | 6     | 7     | 8     | 9     | 10    | É       | Pontszám | Helyezés |
| ------------------------------ | -------------- | ----- | ----- | ----- | ----- | ----- | ----- | ----- | ----- | ----- | ----- | ------- | -------- | -------- |
| Tom Ramshaw                    | Finn dingi     | 19    | 12    | (22)  | 13    | 9     | 17    | 22    | 20    | 20    | 19    | kiesett | 151      | 21.      |
| Lee Parkhill                   | Laser          | (43)  | 37    | 33    | 9     | 19    | 20    | 14    | 23    | 4     | 13    | kiesett | 172      | 23.      |
| Graeme Saunders Jacob Saunders | 470-es osztály | (26)  | 20    | 22    | 19    | 12    | 14    | 17    | 21    | 13    | 21    | kiesett | 159      | 22.      |

Női
| Versenyző                 | Versenyszám    | Futam | Futam | Futam | Futam | Futam | Futam | Futam | Futam | Futam | Futam | Futam | Futam | Futam   | Pontszám | Helyezés |
| Versenyző                 | Versenyszám    | 1     | 2     | 3     | 4     | 5     | 6     | 7     | 8     | 9     | 10    | 11    | 12    | É       | Pontszám | Helyezés |
| ------------------------- | -------------- | ----- | ----- | ----- | ----- | ----- | ----- | ----- | ----- | ----- | ----- | ----- | ----- | ------- | -------- | -------- |
| Brenda Bowskill           | Laser radial   | 9     | (30)  | 15    | 20    | 10    | 19    | 9     | 20    | 10    | 15    |       |       | kiesett | 127      | 16.      |
| Danielle Boyd Erin Rafuse | 49erFX osztály | 5     | 4     | 11    | 16    | 16    | 16    | (18)  | 17    | 12    | 18    | 16    | 14    | kiesett | 145      | 16.      |

Vegyes
| Versenyző                | Versenyszám | Futam | Futam | Futam | Futam | Futam | Futam | Futam | Futam | Futam | Futam | Futam | Futam | Futam   | Pontszám | Helyezés |
| Versenyző                | Versenyszám | 1     | 2     | 3     | 4     | 5     | 6     | 7     | 8     | 9     | 10    | 11    | 12    | É       | Pontszám | Helyezés |
| ------------------------ | ----------- | ----- | ----- | ----- | ----- | ----- | ----- | ----- | ----- | ----- | ----- | ----- | ----- | ------- | -------- | -------- |
| Nikola Girke Luke Ramsay | Nacra 17    | 4     | 15    | 8     | 10    | 16    | 9     | 18    | (21)  | 15    | 12    | 17    | 9     | kiesett | 133      | 15.      |

## Vívás
Férfi
| Versenyző              | Versenyszám       | Selejtező                 | 32-es főtábla                      | Nyolcaddöntő      | Negyeddöntő       | Elődöntő          | Bronz- mérkőzés   | Döntő             | Helyezés |
| Versenyző              | Versenyszám       | Ellenfél Eredmény         | Ellenfél Eredmény                  | Ellenfél Eredmény | Ellenfél Eredmény | Ellenfél Eredmény | Ellenfél Eredmény | Ellenfél Eredmény | Helyezés |
| ---------------------- | ----------------- | ------------------------- | ---------------------------------- | ----------------- | ----------------- | ----------------- | ----------------- | ----------------- | -------- |
| Maximilien Van Haaster | Tőr, egyéni       | Antonio Leal (VEN) · 15-7 | Gerek Meinhardt (USA) · 4-15       | kiesett           | kiesett           | kiesett           | kiesett           | kiesett           | 31.      |
| Maxime Brinck-Croteau  | Párbajtőr, egyéni | erőnyerő                  | Vagyim Anohin (RUS) · 14-15        | kiesett           | kiesett           | kiesett           | kiesett           | kiesett           | 27.      |
| Joseph Polossifakis    | Kard, egyéni      |                           | Aljakszandr Bujkevics (BLR) · 6-15 | kiesett           | kiesett           | kiesett           | kiesett           | kiesett           | 23.      |

Női
| Versenyző         | Versenyszám       | Selejtező                | 32-es főtábla                  | Nyolcaddöntő                 | Negyeddöntő                 | Elődöntő          | Bronz- mérkőzés   | Döntő             | Helyezés |
| Versenyző         | Versenyszám       | Ellenfél Eredmény        | Ellenfél Eredmény              | Ellenfél Eredmény            | Ellenfél Eredmény           | Ellenfél Eredmény | Ellenfél Eredmény | Ellenfél Eredmény | Helyezés |
| ----------------- | ----------------- | ------------------------ | ------------------------------ | ---------------------------- | --------------------------- | ----------------- | ----------------- | ----------------- | -------- |
| Eleanor Harvey    | Tőr, egyéni       | erőnyerő                 | Anísza Helfávi (ALG) · 15-6    | Arianna Errigo (ITA) · 15-11 | Ínesz Búbakri (TUN) · 13-15 | kiesett           | kiesett           | kiesett           | 7.       |
| Leonora Mackinnon | Párbajtőr, egyéni | Simona Pop (ROU) · 15-10 | Rossella Fiamingo (ITA) · 8-15 | kiesett                      | kiesett                     | kiesett           | kiesett           | kiesett           | 31.      |